# Hospital universitario
Un hospital universitario es un centro hospitalario dedicado a la asistencia, docencia e investigación médica. Lo que lo diferencia de otros hospitales es su vinculación y compromiso con las funciones esenciales de la universidad: docencia, investigación y extensión.

## Características
La formación impartida generalmente está destinada al pregrado (estudiantes de medicina, y enfermería) y al postgrado (especialistas en medicina, física, enfermería, biología, farmacia, química, y psicología).
Un hospital universitario no tiene que ser necesariamente de "alto nivel" (de "cuarto nivel" según la clasificación en algunos países) puede ser un hospital de primero, segundo o tercer nivel asistencial. En su denominación oficial, un hospital universitario no precisa obligatoriamente incorporar la expresión "universitario" para serlo.
A veces, se constituye una Red o sistema de hospitales universitarios en torno a una única facultad de medicina. Por ejemplo, la Facultad de Medicina de la Universidad de Alcalá dispone de cuatro hospitales universitarios situados en ciudades diferentes para la formación teórico-práctica de sus estudiantes: en Alcalá de Henares el Hospital Universitario Príncipe de Asturias, en Guadalajara el Hospital Universitario de Guadalajara, y en Madrid el Hospital Universitario Ramón y Cajal y el Hospital Central de la Defensa Gómez Ulla; dos de ellos pertenecen al Servicio Madrileño de Salud (SERMAS), uno al Servicio de Salud de Castilla-La Mancha (SESCAM) y el último al Ministerio de Defensa de España.

## Indicadores de calidad
Algunos indicadores hospitalarios para las unidades asistenciales son:
Indicadores de investigación
- Publicaciones/año
- Factor impacto total
- Comunicaciones científicas/año
- Ensayos clínicos/año (activos)
- Proyectos de investigación/año (activos)
- Tesis doctorales presentadas/leídas
- Tesis doctorales/año (en desarrollo)
- Porcentaje de médicos internos residentes con tesis doctoral en realización/terminada
- Porcentaje de personal con título de doctor

Indicadores de docencia
- Sesiones clínicas/mes
- Otras sesiones/mes
- Número de médicos en formación: propia especialidad, distinta especialidad, y becarios/estancias
- Número de profesores: funcionarios, contratados y colaboradores
- Asignaturas con carga docente y número de créditos (todos los niveles de docencia: grado, posgrado, licenciaturas, diplomaturas, títulos propios, etc.)
- Carga lectiva práctica por profesor y año (número de alumnos × horas de estancia/número de profesores)
- Cursos/seminarios organizados/impartidos
- Actividades de formación continuada acreditadas (Sistema Nacional de Salud)
- Número de créditos reconocidos, ofertados para formación continuada

## Por países

### Albania
- Hospital universitario Madre Teresa

### Alemania
- Uniklinikum Aachen
- Bayreuth Medical Center

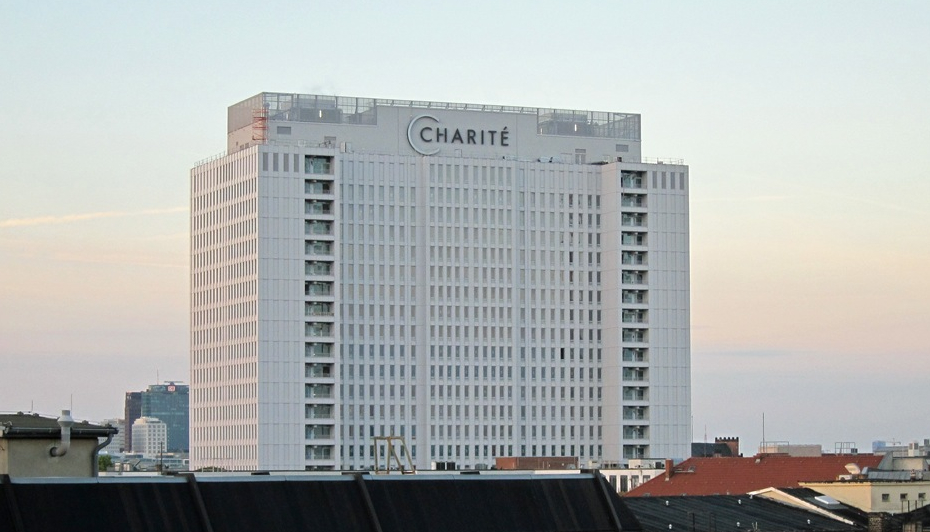
Charité en Berlín.

- Berufsgenossenschaftliche Kliniken Bergmannstrost Halle
- Berufsgenossenschaftliches Universitätsklinikum Bergmannsheil
- Centro Médico Universitario de Friburgo
- Charité
- Hospital Universitario de Bonn
- Hospital Universitario de Düsseldorf
- Hospital Universitario de Giessen y Marburg
- Hospital Universitario de Greifswald
- Hospital Universitario de Heidelberg
- Hospital universitario del Sarre
- Universitätsklinikum Hamburg-Eppendorf
- Universitätsklinikum der Ruhr-Universität Bochum

### Argelia
- Hospital de la Universidad de Orán

### Argentina

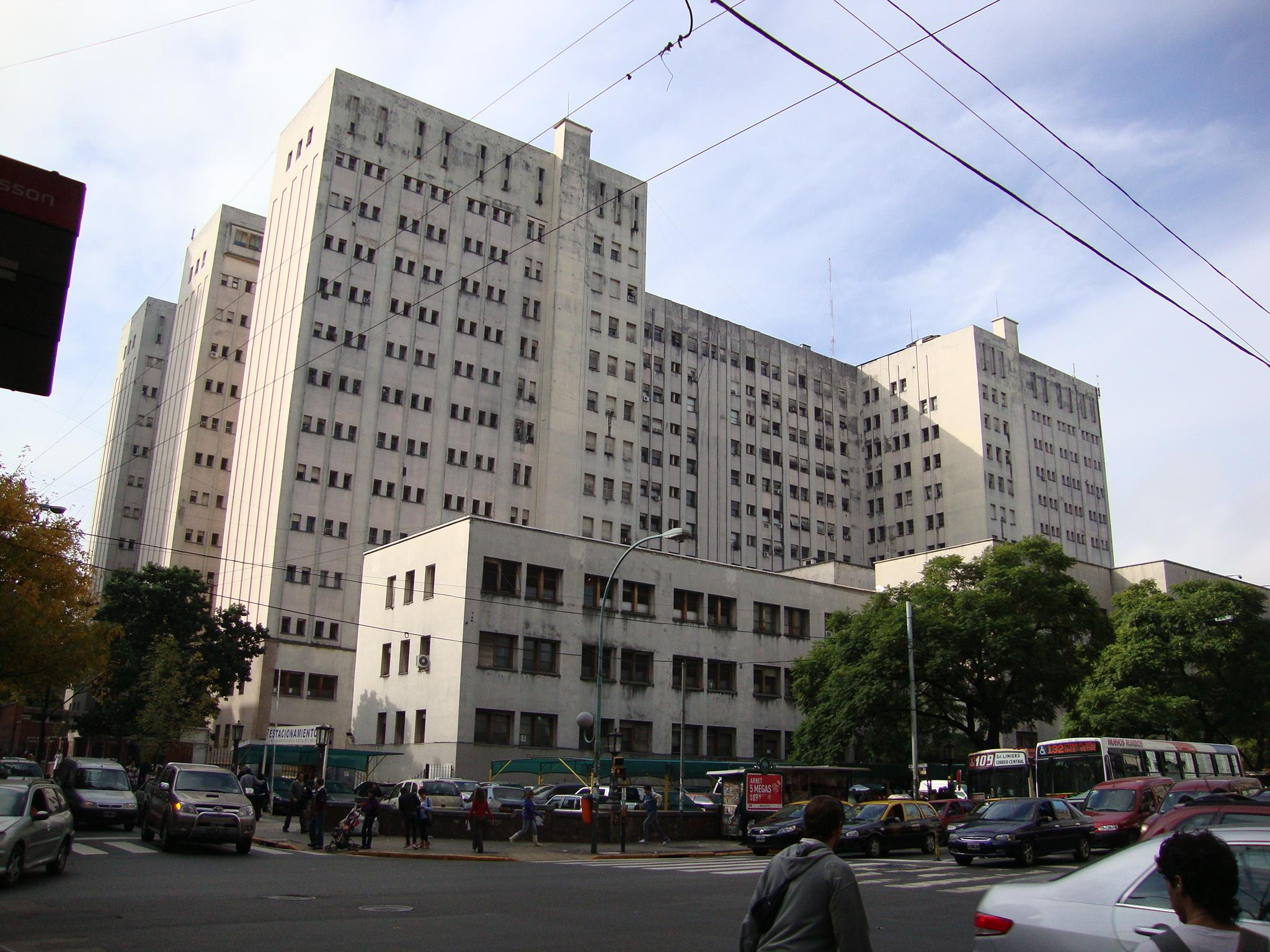
Hospital de Clínicas José de San Martín en Buenos Aires.

- Hospital de Clínicas José de San Martín
- Hospital Escuela Eva Perón
- Hospital Nacional de Clínicas
- Hospital Provincial del Centenario
- Hospital Universitario Austral
- Hospital Universitario sede Saavedra
- Hospital Universitario de Maternidad y Neonatología. (Córdoba)

### Australia
- The Alfred Hospital
- Hospital Austin
- Hospital Blacktown
- Box Hill Hospital
- Calvary Hospital, Canberra
- Campbelltown Hospital
- Canberra Hospital

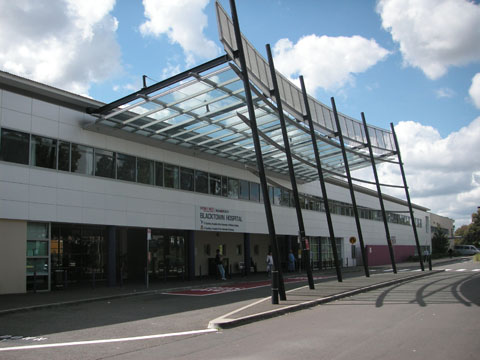
Hospital Blacktown en Sídney.

- Concord Repatriation General Hospital
- Fiona Stanley Hospital
- Flinders Medical Centre
- Frankston Hospital
- Fremantle Hospital
- Gold Coast Hospital
- Gosford Hospital
- Goulburn Base Hospital
- Graylands Hospital
- Greenslopes Private Hospital
- Hornsby Ku-ring-gai Hospital
- John Hunter Hospital
- King Edward Memorial Hospital for Women
- Launceston General Hospital
- Liverpool Hospital
- Lyell McEwin Hospital
- Macquarie University Hospital
- Mater Health Services
- Mercy Hospital for Women, Melbourne
- Monash Children's Hospital
- Monash Medical Centre
- Nepean Hospital
- Orange Health Service
- The Prince Charles Hospital
- Prince of Wales Hospital (Sídney)
- Princess Alexandra Hospital
- Princess Margaret Hospital for Children
- Robina Hospital
- Royal Adelaide Hospital
- Royal Alexandra Hospital for Children
- Royal Brisbane and Women's Hospital
- Royal Children's Hospital
- Royal Darwin Hospital
- Royal Hospital for Women
- Royal Melbourne Hospital
- Royal North Shore Hospital
- Royal Perth Hospital
- Royal Prince Alfred Hospital
- Royal Victorian Eye and Ear Hospital
- Royal Women's Hospital
- St George Hospital (Sídney)
- St Vincent's Hospital (Brisbane)
- St Vincent's Hospital, Melbourne
- St Vincent's Hospital, Sídney
- Shoalhaven District Memorial Hospital
- Sir Charles Gairdner Hospital
- Sunshine Coast University Hospital
- Sydney Adventist Hospital
- Sydney Children's Hospital
- Sydney Dental Hospital
- The Queen Elizabeth Hospital, Adelaide
- Townsville Hospital
- Wesley Hospital (Brisbane)
- Westmead Hospital
- Wollongong Hospital
- Women's and Children's Hospital

### Austria

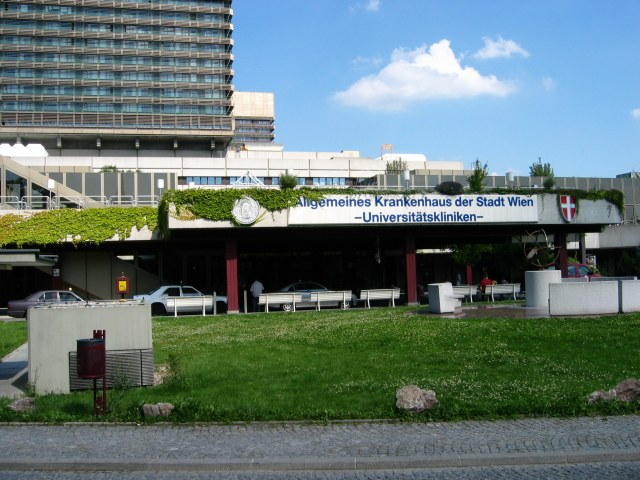
Hospital general de Viena.

- Landeskrankenhaus (LKH) - Universitätsklinikum Graz
- Hospital general de Viena
- Universitätsklinik Innsbruck

### Bélgica
- AZ Groeninge
- Cliniques Universitaires Saint-Luc
- Hôpital Érasme
- Hospital de la Universidad Católica de Lovaina
- Hospital Universitario de Amberes
- Hospital Universitario de Gante
- Instituto Jules Bordet

### Brasil

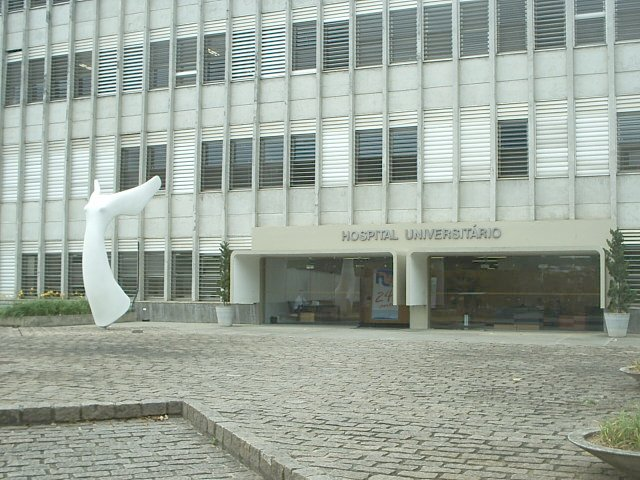
Hospital Universitario (Universidad de São Paulo).

- Hospital de Clínicas de Ribeirão Preto
- Hospital de Clínicas de Porto Alegre
- Hospital de Clínicas de São Paulo
- Hospital Universitario (Universidad de São Paulo)
- Santa Casa de Misericórdia de Porto Alegre

### Canadá
- Brampton Civic Hospital
- Cape Breton Regional Hospital

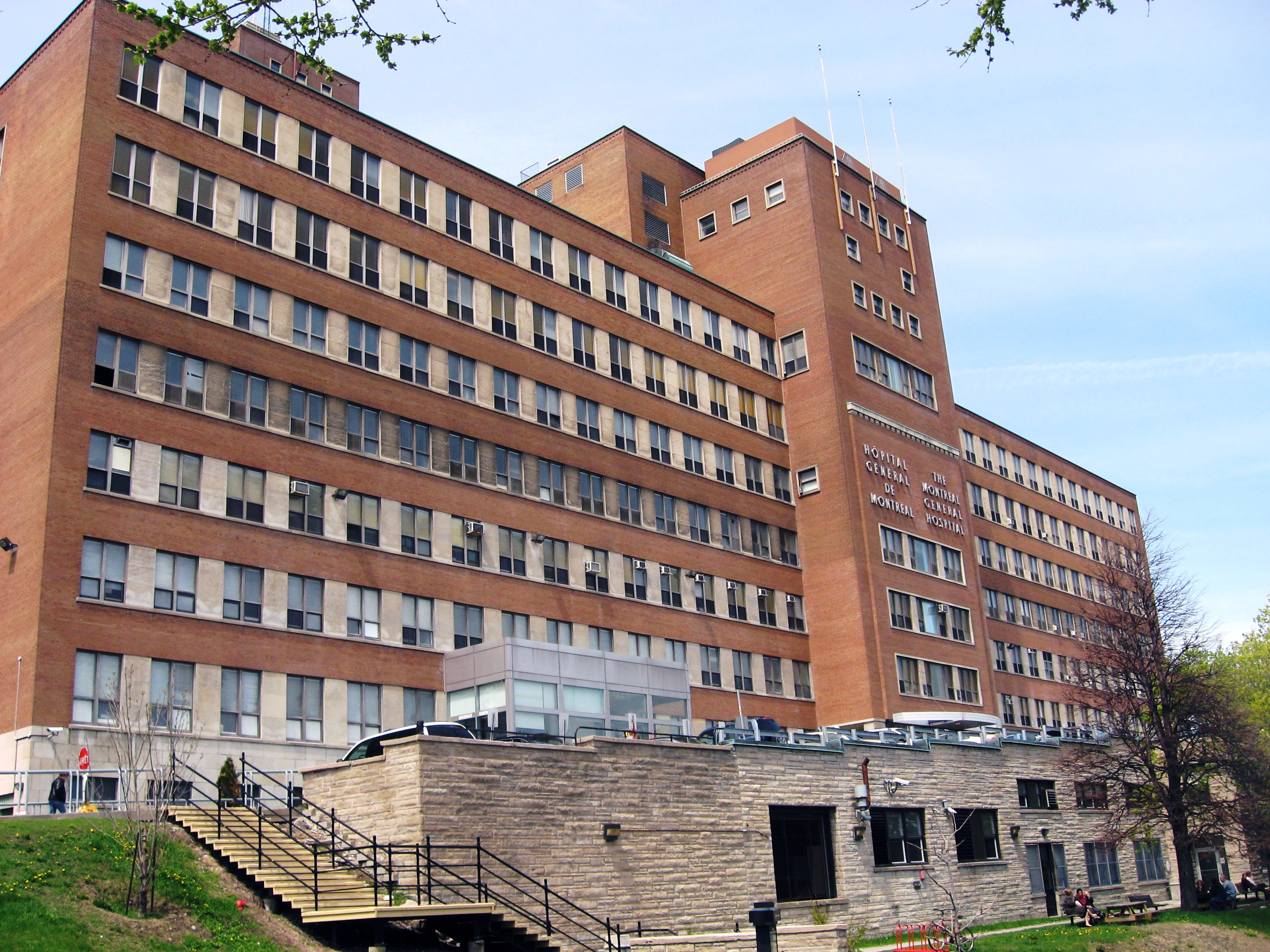
Hospital General de Montreal.

- Centre hospitalier universitaire de Sherbrooke
- Centre hospitalier de l'Université Laval
- Centre hospitalier universitaire de Québec
- Children's Hospital at London Health Sciences Centre
- Children's Hospital of Eastern Ontario
- Douglas Mental Health University Institute
- Dr. Everett Chalmers Regional Hospital
- Dr. Georges-L.-Dumont University Hospital Centre
- Hôpital Saint-François d'Assise
- Hospital General de Montreal
- Hotel Dieu Hospital (Kingston, Ontario)
- Hospital Maisonneuve-Rosemont
- Institut Philippe-Pinel de Montréal
- IWK Health Centre
- Janeway Children's Health and Rehabilitation Centre
- Kingston General Hospital
- Moncton Hospital
- Nova Scotia Hospital
- Ottawa Civic Hospital
- Ottawa General Hospital
- The Ottawa Hospital
- Providence Care
- Queen Elizabeth II Health Sciences Centre
- Regional Psychiatric Centre
- Royal University Hospital
- Hôpital du Sacré-Cœur de Montréal
- Saint John Regional Hospital
- St. Paul's Hospital (Vancouver)
- UBC Hospital
- University Hospital (London, Ontario)
- University Hospital of Northern British Columbia
- University of Alberta Hospital
- Vancouver Hospital and Health Sciences Centre
- Victoria Hospital (London, Ontario)

### Chile
- Clínica Alemana de Santiago
- Hospital Clínico Viña del Mar
- Hospital Militar de Santiago
- Hospital Militar del Norte

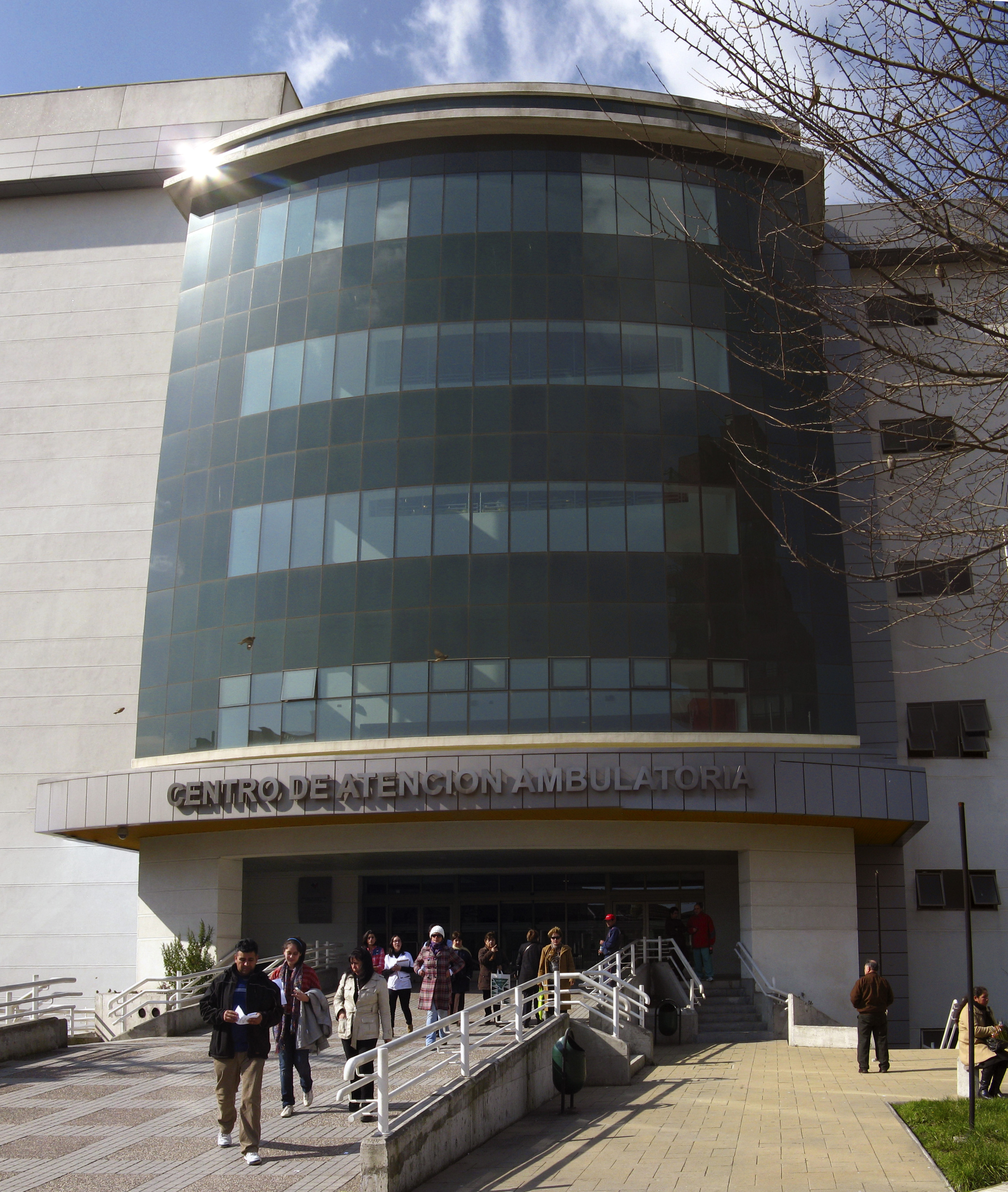
Hospital Regional de Concepción.

- Hospital Naval Almirante Adriazola
- Hospital Naval Almirante Nef
- Hospital Naval de Puerto Williams
- Hospital Padre Hurtado
- Hospital Regional de Concepción
- Hospital San Juan de Dios (La Serena)
- Hospital San Pablo de Coquimbo
- Hospital Sanatorio Marítimo San Juan de Dios
- Hospital Sótero del Río
- Hospital Clínico de la Universidad de Chile
- Hospital Clínico de la Universidad Católica
- Hospital Clínico de la Universidad de Antofagasta

### China
- Hospital de Hangzhou Binjiang
- Hospital de la Amistad China-Japón
- Hospital de las Seis personas de Shanghái
- Hospital Renji
- Hospital Ruijin
- Hospital Sheng Jing
- Hospital femenino de la Universidad de Zhejiang
- Hospital Yiwu
- Hospital Xinhua
- Segundo Hospital Afiliado a la Universidad médica de Xinjiang

### Colombia

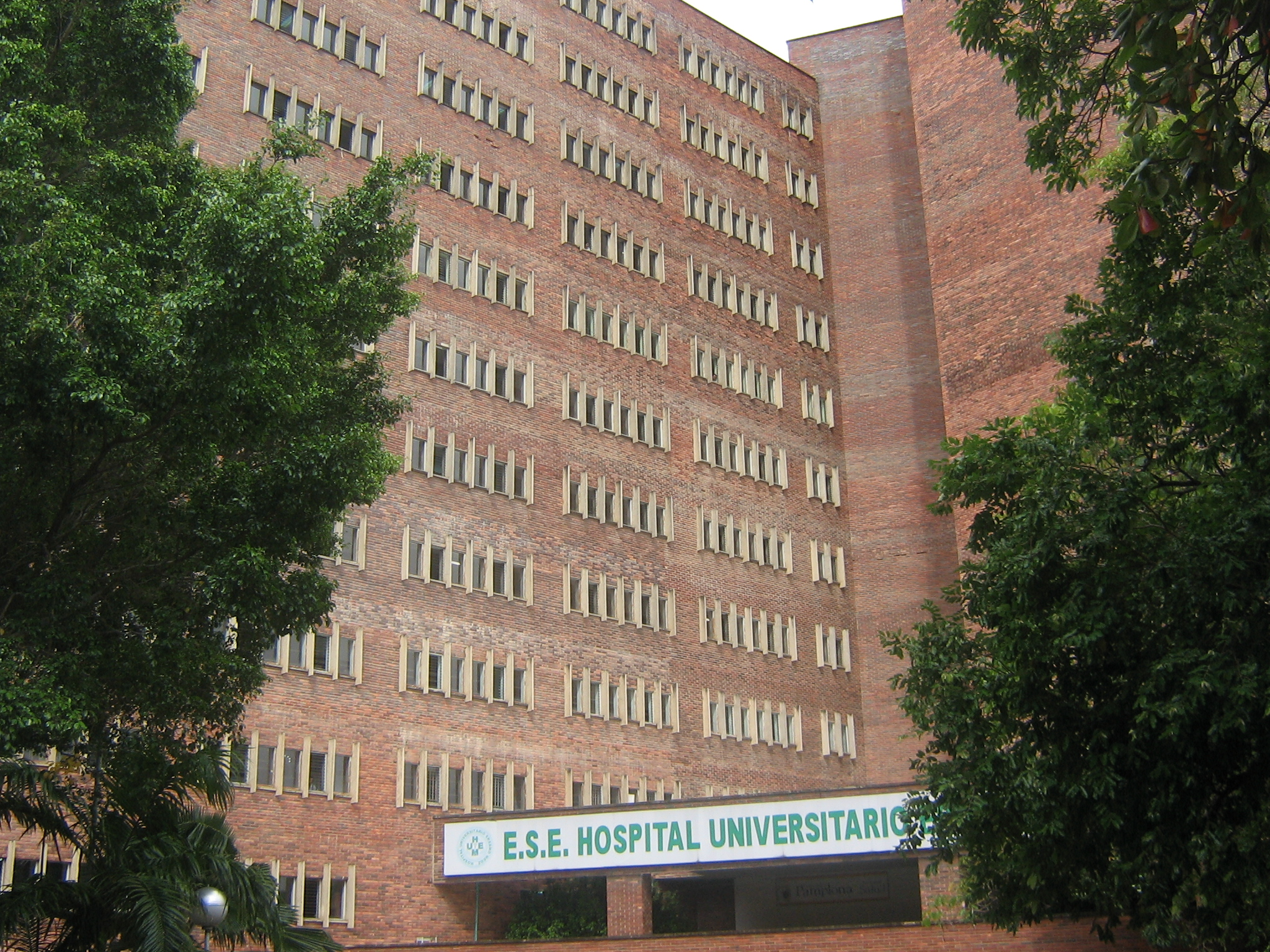
Hospital Universitario Erasmo Meoz en Cúcuta.

- Fundación Cardiovascular de Colombia
- Fundación Valle del Lili
- Hospital Universitario del Valle
- Fundación Santa Fe de Bogotá
- Hospital Infantil Universitario "Rafael Henao Toro"
- Hospital Universitario Erasmo Meoz
- Hospital Universitario San Jorge
- Hospital Universitario San Vicente de Paúl
- Hospital Fundación Universitario Metropolitano
- Hospital Universitario de Santander
- Hospital Universitario Hernando Moncaleano Perdomo
- Hospital Universitario San José
- Hospital Universitario San Ignacio
- Clínica Universitaria Colombia
- Hospital Universitario Nacional http://hun.edu.co/ (enlace roto disponible en Internet Archive; véase el historial, la primera versión y la última).
- Fundación Hospital de la Misericordiahttp://fundacionhomi.org.co/ (enlace roto disponible en Internet Archive; véase el historial, la primera versión y la última).
- Hospital Universitario Instituto Roosevelt

### Corea del Norte
- Hospital Maternidad de Pionyang

### Corea del Sur
- Centro Médico de Asan

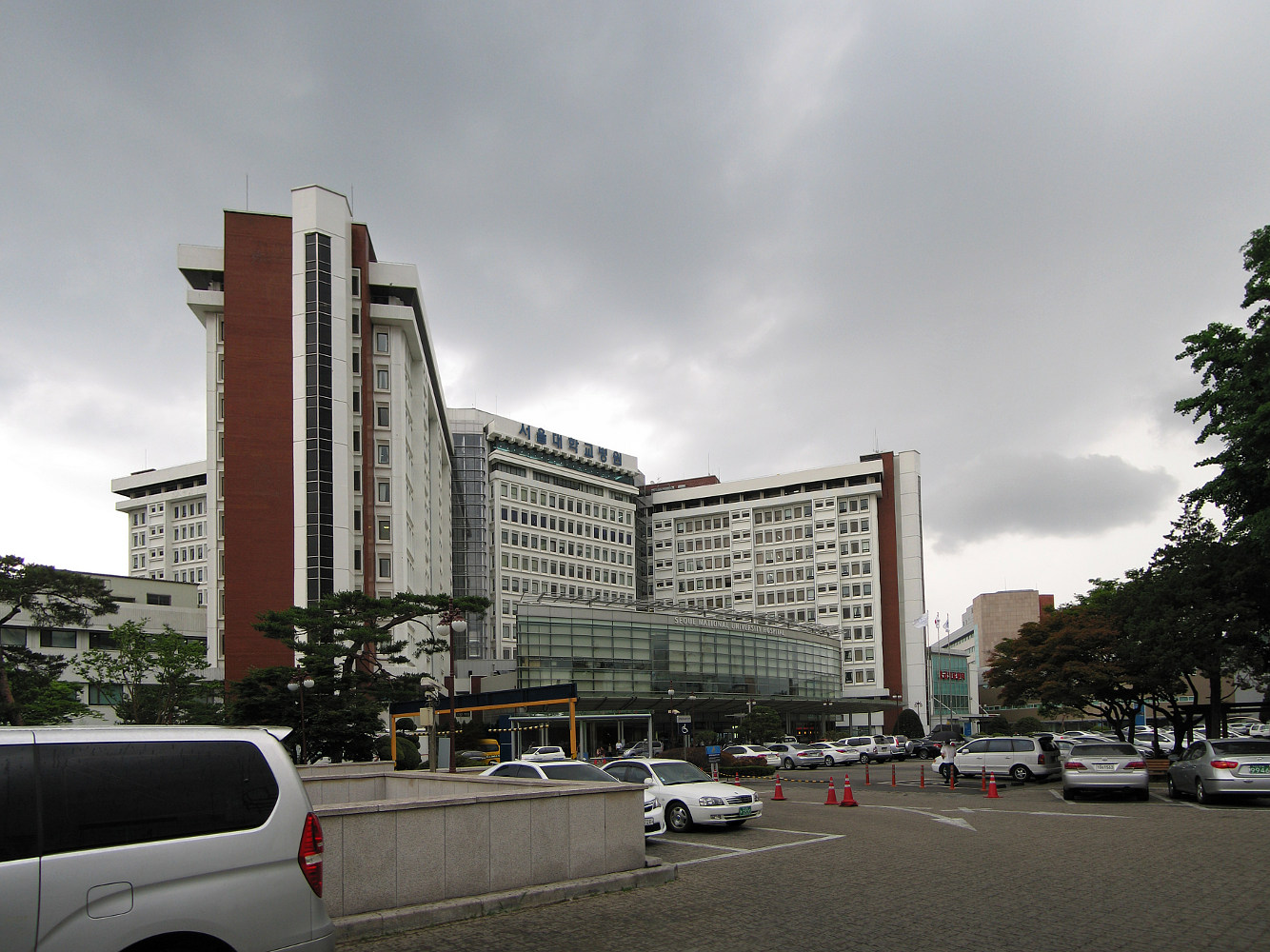
Hospital Universitario Nacional de Seúl.

- Centro Médico de la Universidad de Corea
- Centro Médico de Samsung
- Hospital Asan Gangneung
- Hospital de la Ruptura
- Hospital Gospel
- Hospital Universitario de Dong-a
- Hospital Universitario Soonchunhyang
- Hospital Universitario Nacional Bundang Seúl
- Hospital Universitario Nacional de Kyungpook
- Hospital Universitario Nacional de Seúl

### Croacia
- Hospital central de la Universidad de Zagreb

### Dinamarca
- Herlev Hospital

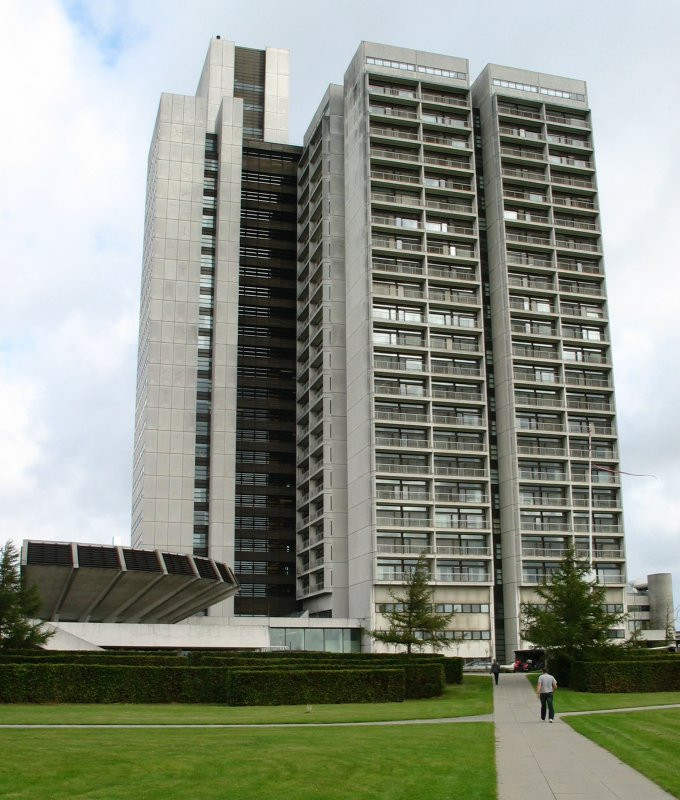
Herlev Hospital, en Dinamarca.

- Hospital Universitario de Aalborg
- Hospital Universitario de Copenhague
- Hospital Universitario de Odense

### Ecuador
- Hospital Carlos Andrade Marín

### Egipto
- Hospital Kasr El Aini

### Ethiopia
- ALERT (medical facility)

### España
- Andalucía:

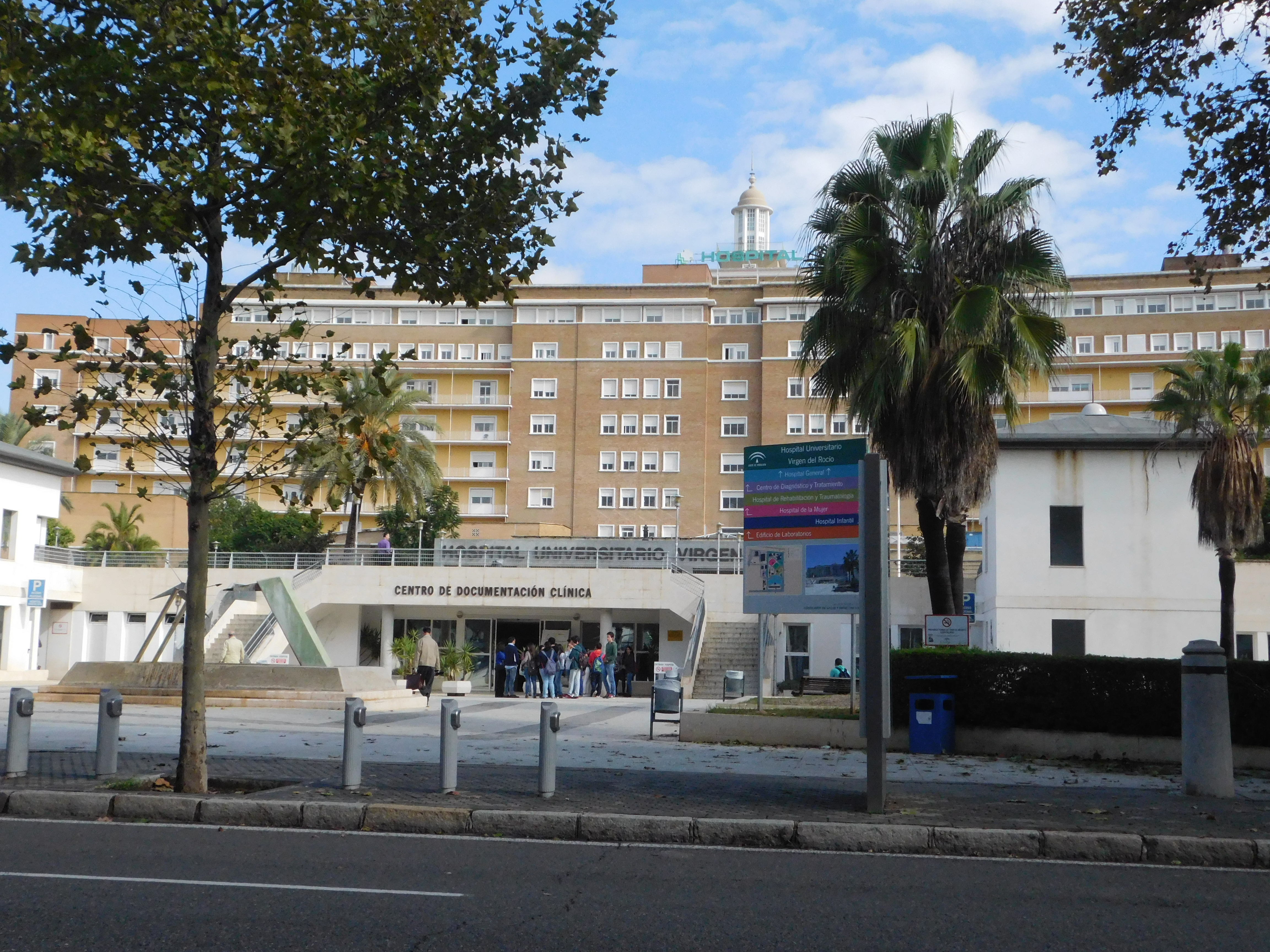
Hospital Universitario Virgen del Rocío, en Sevilla.

- - Hospital Universitario Torrecardenas de Almería
  - Hospital Universitario Reina Sofía de Córdoba

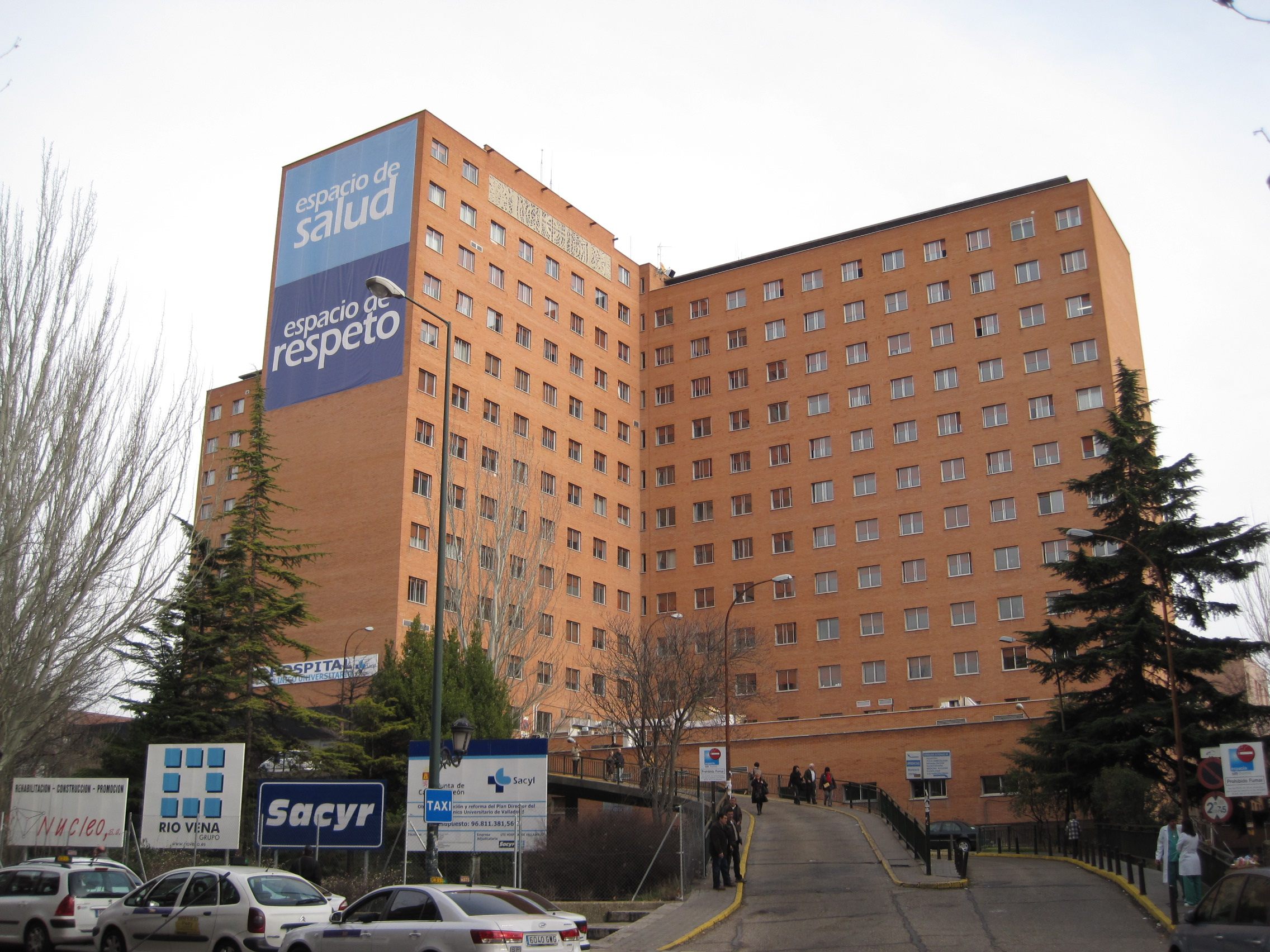
Hospital Clínico Universitario de Valladolid.

  - Hospital Clínico Universitario Virgen de la Victoria
  - Hospital Universitario Puerta del Mar de Cádiz
  - Hospital Universitario Puerto Real
  - Hospital Universitario San Cecilio
  - Hospital Universitario Virgen de las Nieves
  - Hospital Universitario Virgen del Rocío
  - Hospital Universitario Virgen Macarena
  - Hospital Universitario Virgen de Valme
  - Hospital Universitario de la Merced de Osuna

- Aragón:
  - Hospital Clínico Universitario Lozano Blesa.
  - Hospital Universitario Miguel Servet de Zaragoza

- Principado de Asturias:

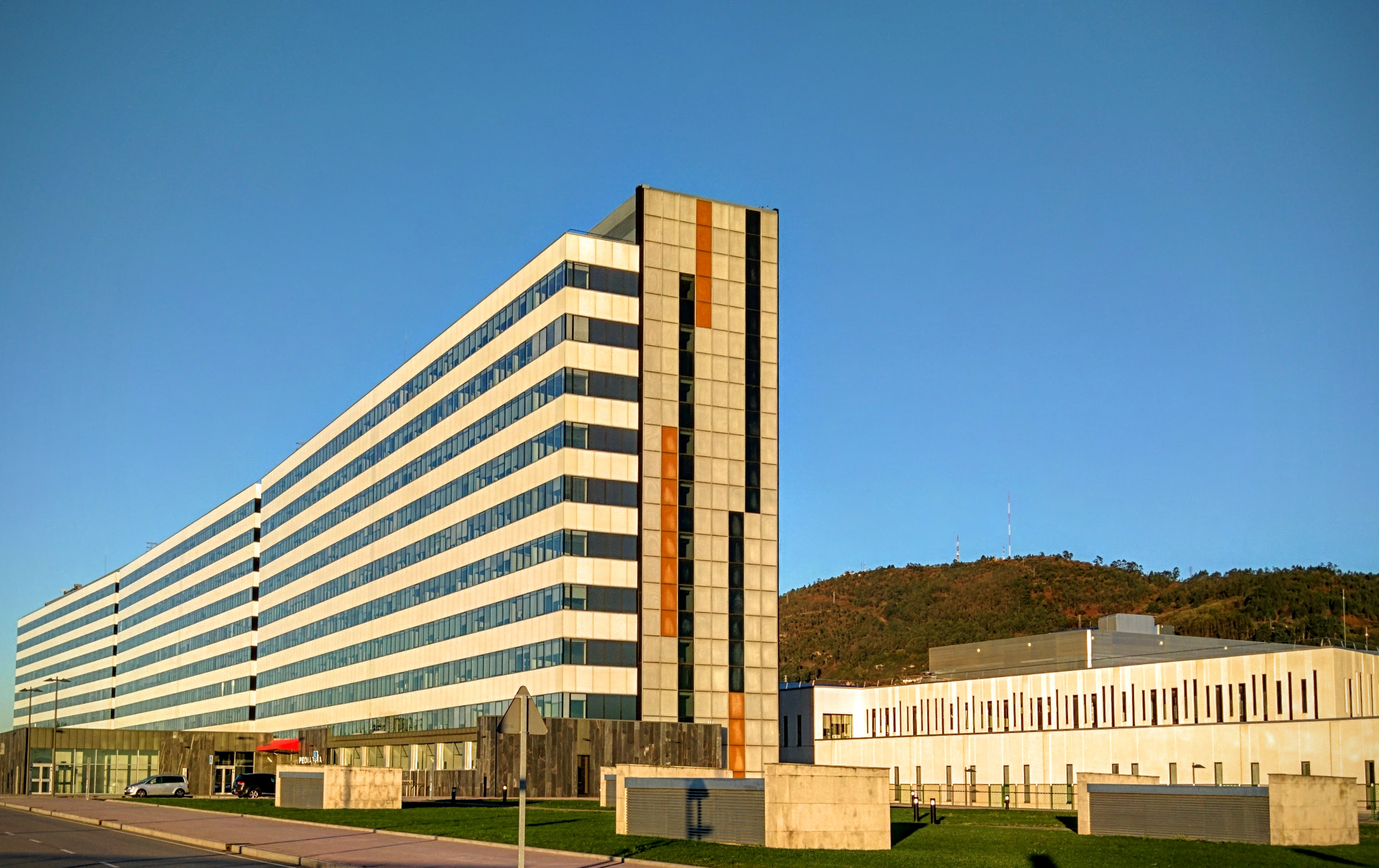
Hospital Universitario Central de Asturias en Oviedo.

- - Hospital Universitario Central de Asturias
  - Hospital Universitario de Cabueñes
  - Hospital Universitario San Agustín

- Islas Baleares:
  - Hospital Universitario Son Espases

- Canarias:

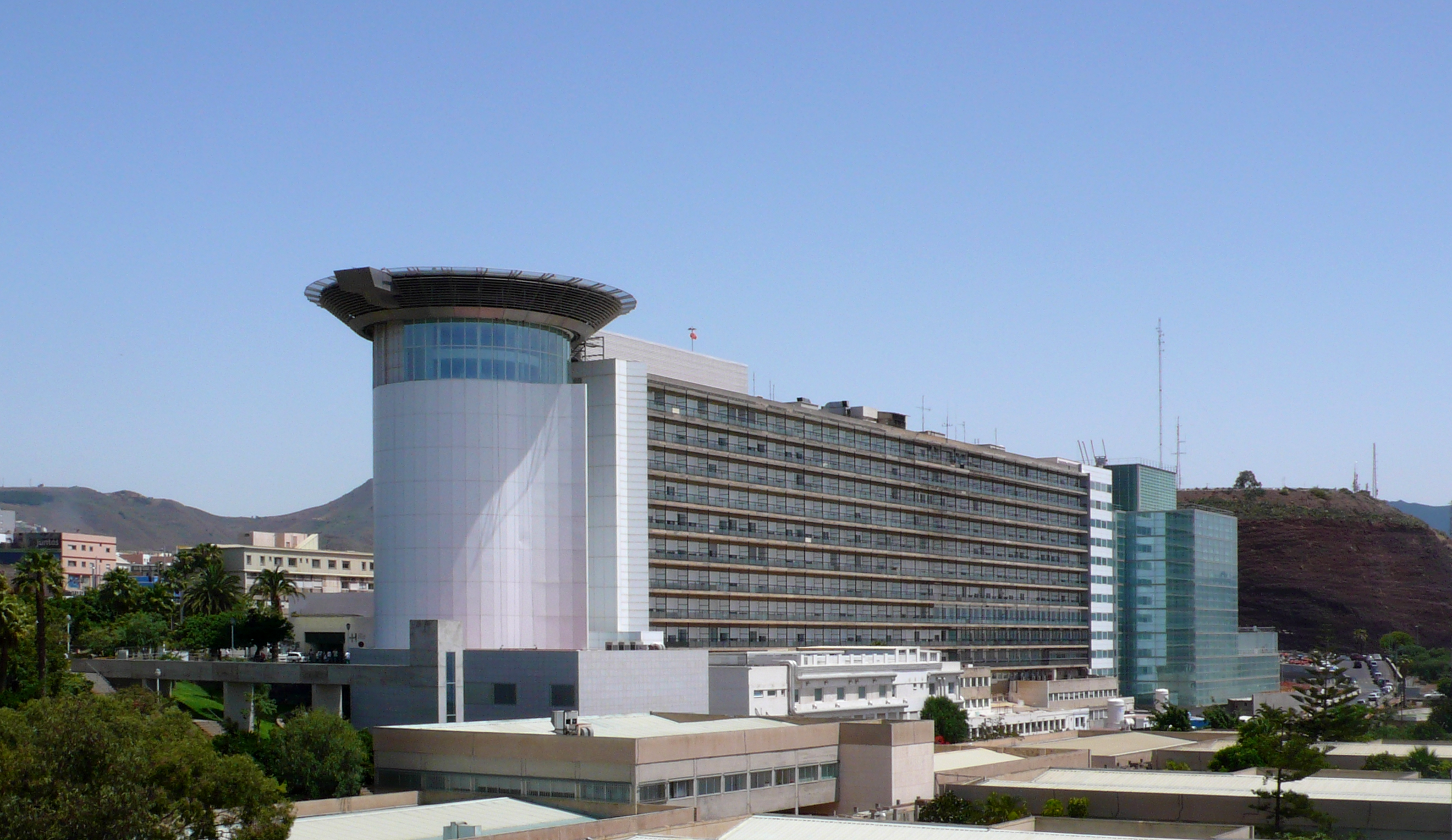
Hospital Universitario de Canarias, en Tenerife.

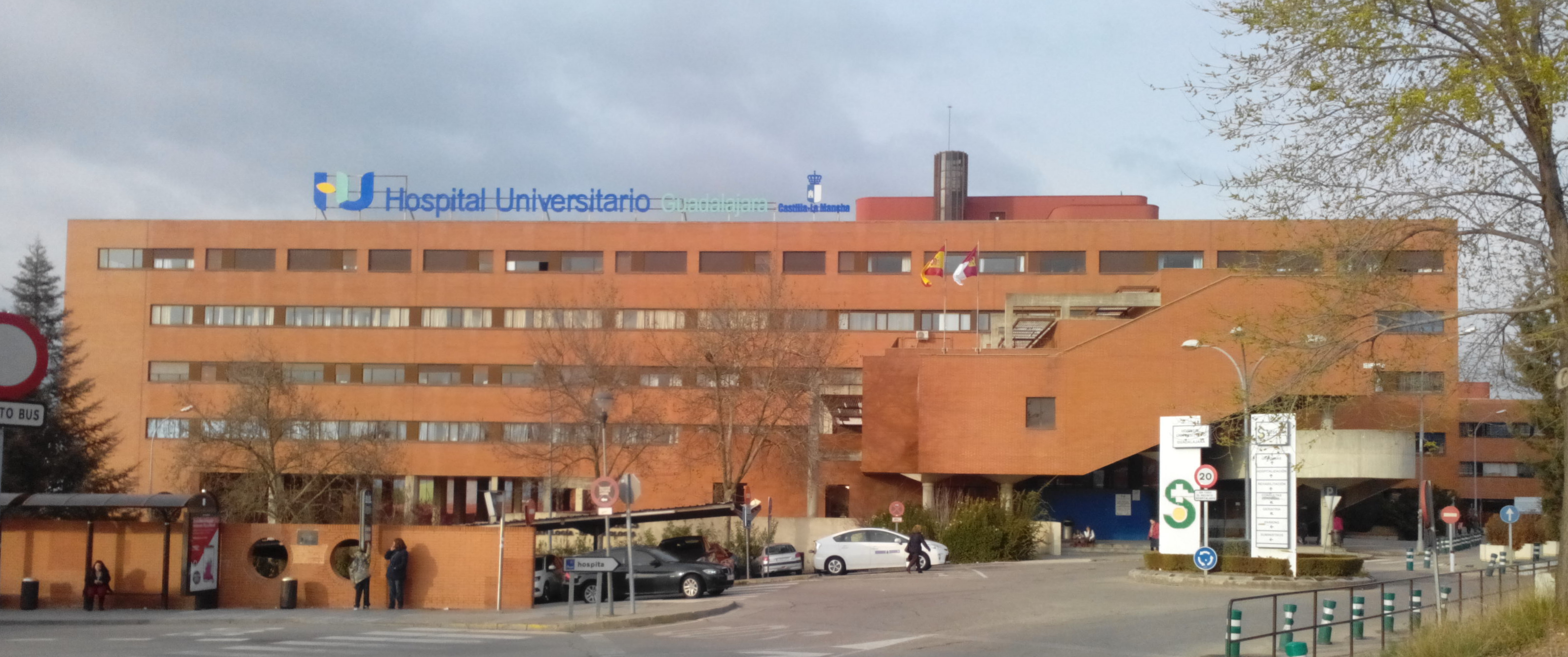
Hospital Universitario de Guadalajara.

- - Complejo Hospitalario Universitario de Canarias
  - Complejo Hospitalario Universitario Insular - Materno Infantil de Gran Canaria
  - Complejo Hospitalario Universitario Nuestra Señora de Candelaria
  - Hospital Universitario de Gran Canaria Doctor Negrín
  - Hospital Universitario de La Palma
  - Hospital Universitario Doctor José Molina Orosa

- Cantabria:
  - Hospital Universitario Marqués de Valdecilla

- Galicia:
  - Hospital Universitario Lucus Augusti (Lugo)
  - Complejo Hospitalario Universitario La Coruña
  - Complejo Hospitalario Universitario de Pontevedra
  - Complejo Hospitalario Universitario de Vigo
  - Complejo Hospitalario Universitario de Orense

- Comunidad Valenciana:

- - Hospital de La Ribera

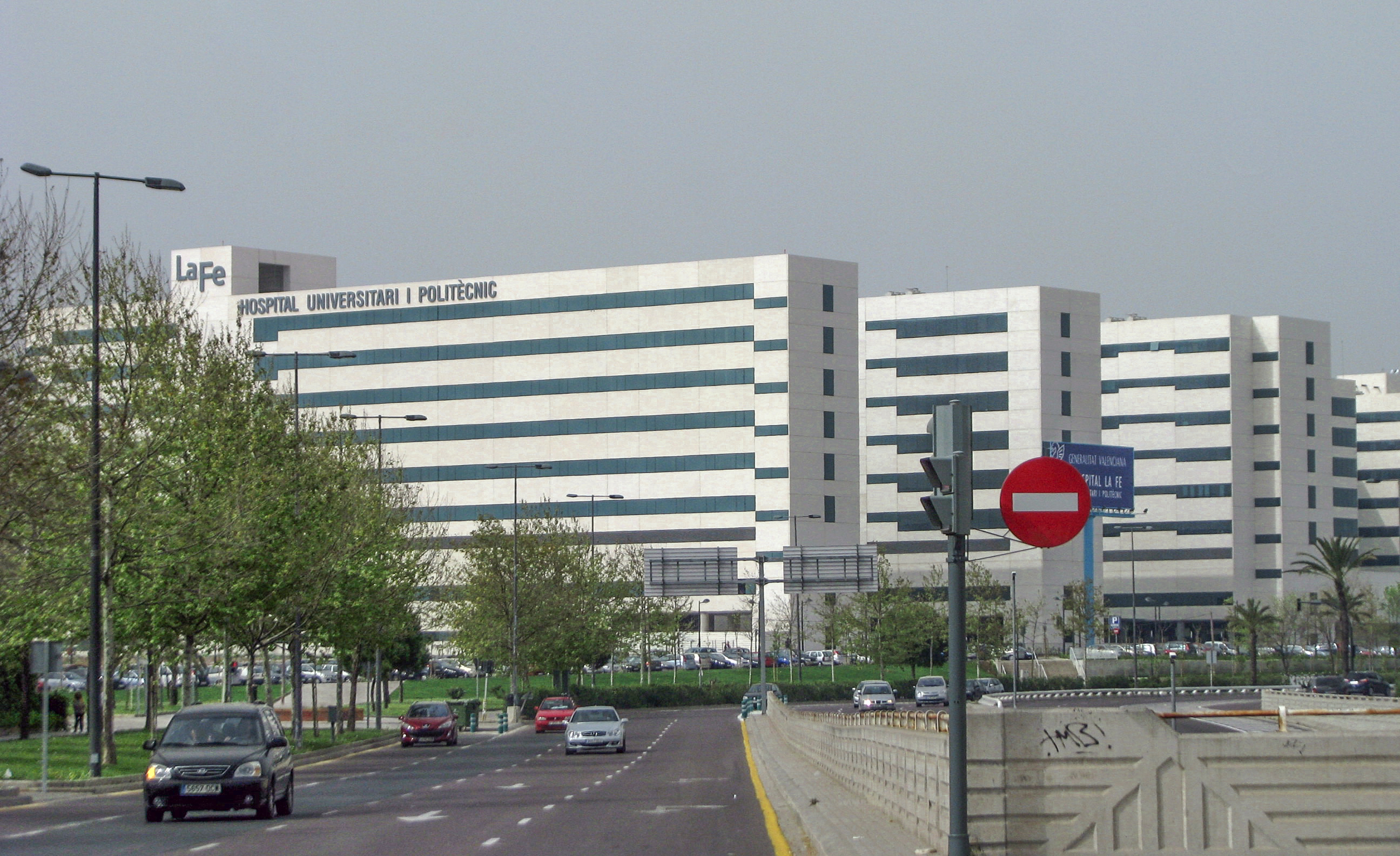
Hospital Universitario y Politécnico de La Fe, en Valencia.

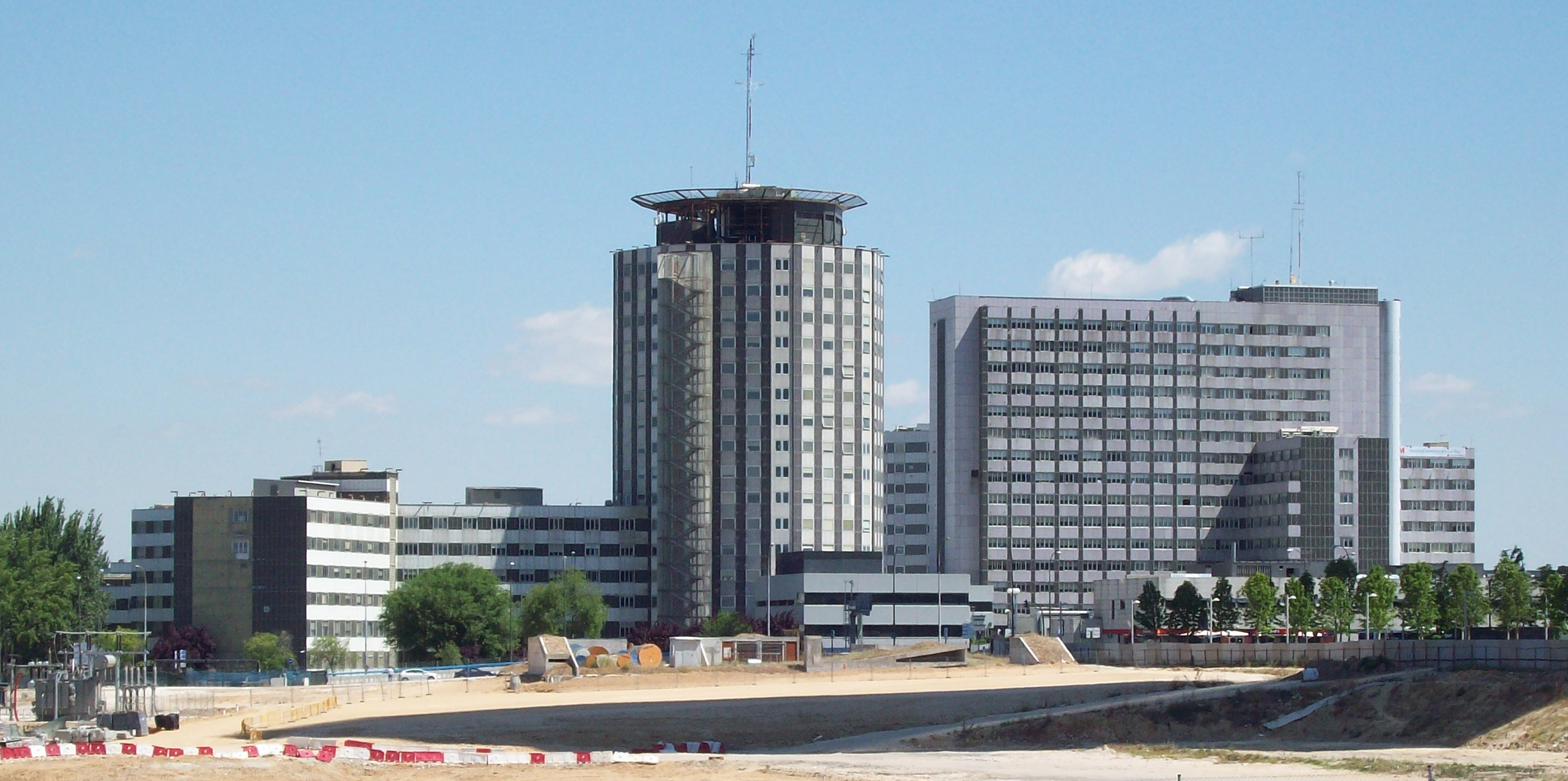
Hospital Universitario La Paz en Madrid.

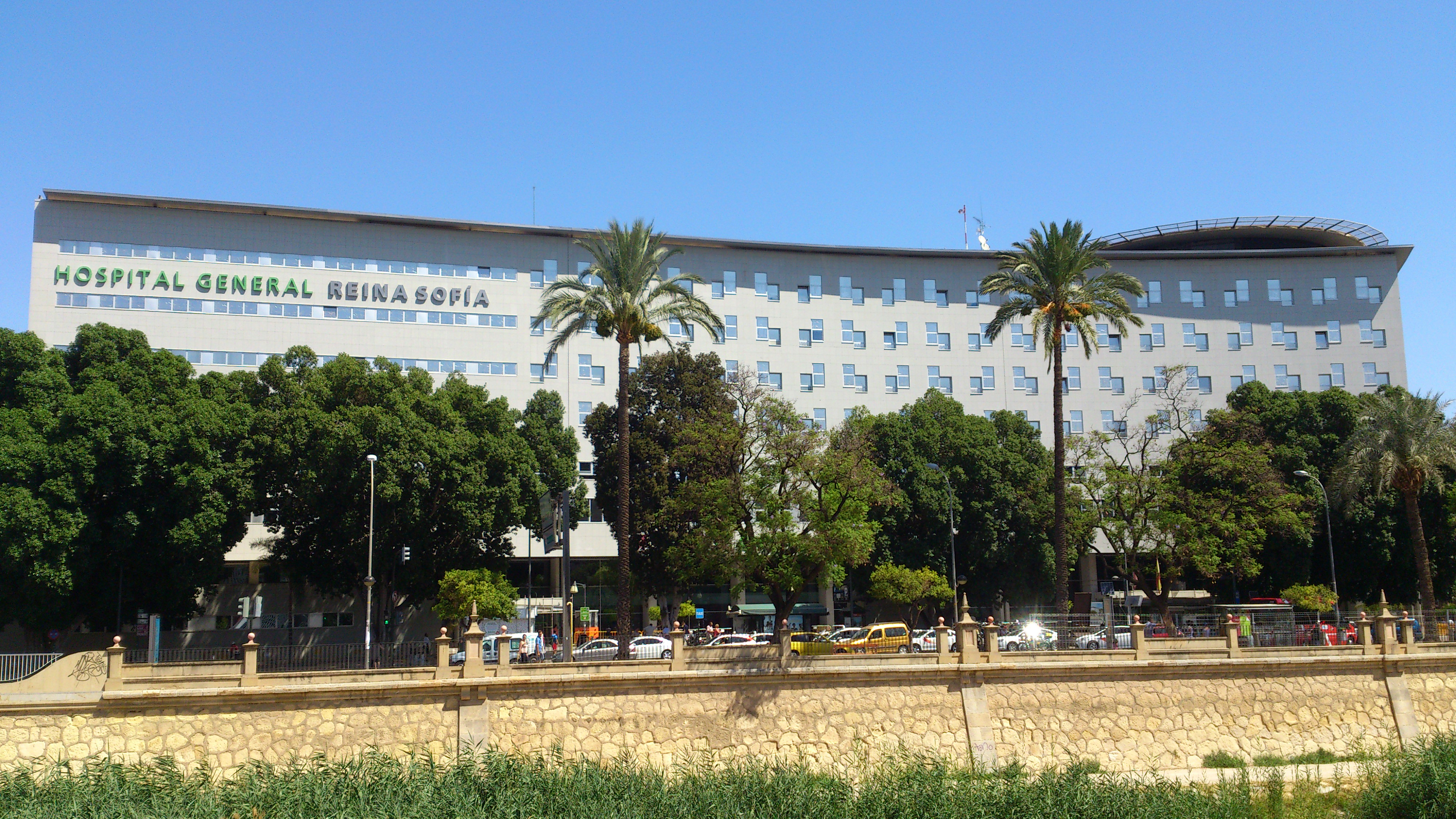
Hospital General Universitario Reina Sofía en Murcia.

  - Hospital General Universitario de Valencia
  - Hospital Clínico Universitario de Valencia
  - Hospital Universitario y Politécnico de La Fe
  - Hospital General Universitario de Elche
  - Hospital Universitario del Vinalopó
  - Hospital General Universitario de Alicante
  - Hospital General Universitario de Elda

- Navarra:
  - Complejo Hospitalario de Navarra
  - Clínica Universidad de Navarra

- Castilla-La Mancha:

- - Complejo Hospitalario Universitario de Albacete
  - Hospital General Universitario de Ciudad Real
  - Hospital Universitario de Guadalajara

- Castilla y León:

- - Hospital Clínico Universitario de Valladolid
  - Hospital Universitario de Burgos
  - Hospital Universitario Río Hortega
  - Complejo Hospitalario de Salamanca
  - Complejo Asistencial Universitario de Palencia
  - Hospital de León

- Cataluña:

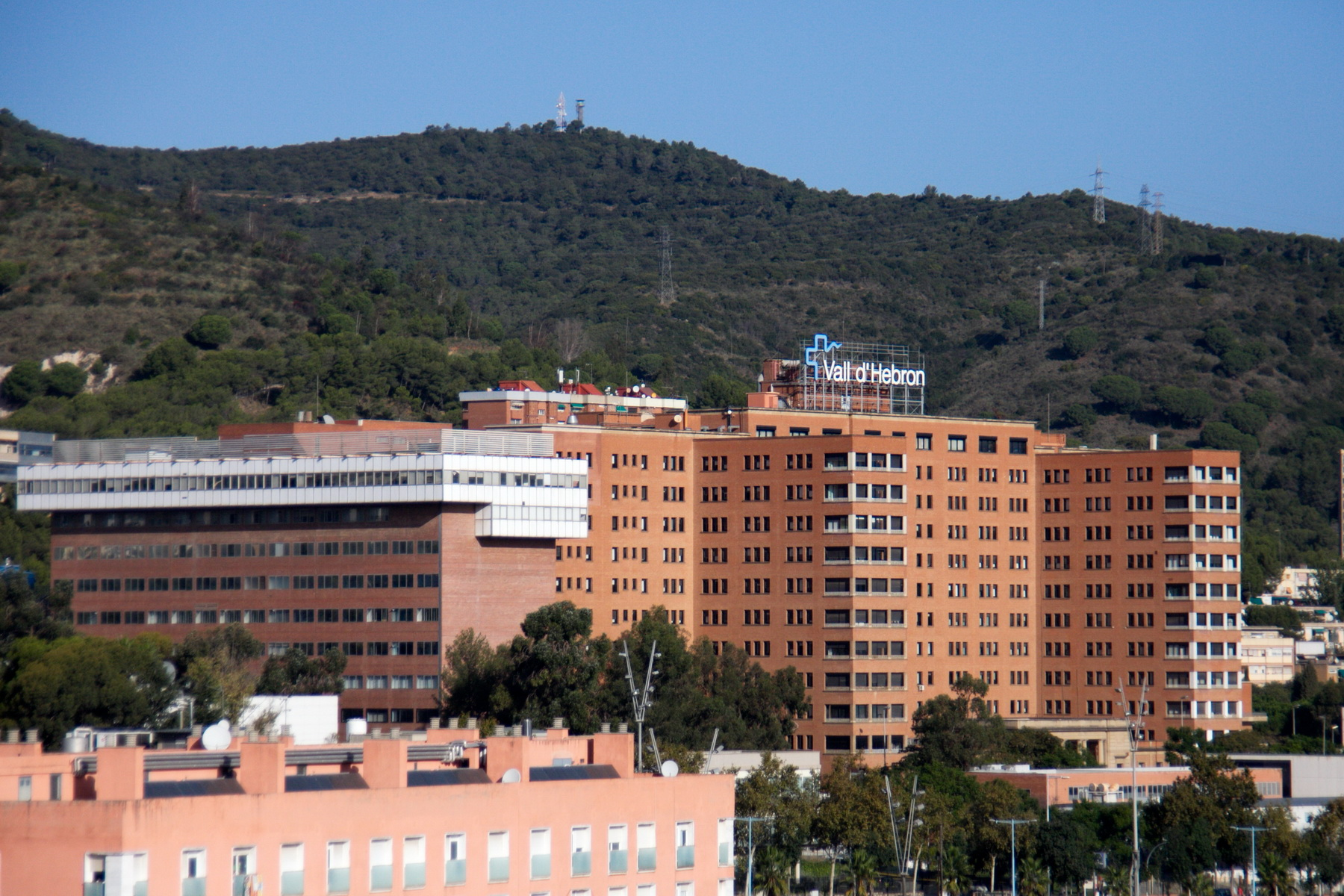
Hospital Universitario Valle de Hebrón en Barcelona.

- - Hospital Universitario Valle de Hebrón
  - Hospital Universitario de Bellvitge
  - Hospital Universitario Germans Trias i Pujol
  - Hospital Universitario Sagrado Corazón-La Alianza
  - Hospital Clínico y Provincial de Barcelona
  - Instituto Universitario Dexeus
  - Hospital Universitario Arnau de Vilanova de Lérida
  - Hospital Universitario Doctor José Trueta de Gerona
  - Hospital Universitario Juan XXIII de Tarragona
  - Hospital Universitario San Juan de Reus

- Comunidad de Madrid:

- - Hospital General Universitario Gregorio Marañón
  - Hospital Universitario de la Princesa
  - Hospital Universitario Santa Cristina
  - Hospital Infantil Universitario Niño Jesús
  - Hospital Universitario Puerta de Hierro Majadahonda
  - Hospital Universitario de Móstoles
  - Hospital Universitario Clínico San Carlos
  - Hospital Universitario Fundación Alcorcón
  - Hospital Universitario de Fuenlabrada
  - Hospital Universitario de Getafe
  - Hospital Universitario 12 de Octubre
  - Hospital Universitario Fundación Jiménez Díaz
  - Hospital Universitario Infanta Elena
  - Hospital Universitario Infanta Leonor
  - Hospital Universitario Infanta Cristina
  - Hospital Universitario del Tajo
  - Hospital Universitario de Torrejón
  - Hospital Universitario Príncipe de Asturias
  - Hospital Universitario La Paz
  - Hospital Universitario Ramón y Cajal

- Región de Murcia:

- - Hospital General Universitario Reina Sofía
  - Hospital Universitario Virgen de la Arrixaca
  - Hospital General Universitario Morales Meseguer
  - Hospital General Universitario Santa María del Rosell
  - Hospital General Universitario Santa Lucía
  - Hospital General Universitario Rafael Méndez
  - Hospital General Universitario Los Arcos del Mar Menor

- País Vasco:
  - Hospital Universitario Basurto
  - Hospital Universitario Cruces
  - Hospital Universitario de Galdácano
  - Hospital Universitario de Álava
  - Hospital Universitario Donostia
  - Hospital Universitario Ciudad de Jaén

### Estados Unidos
- California

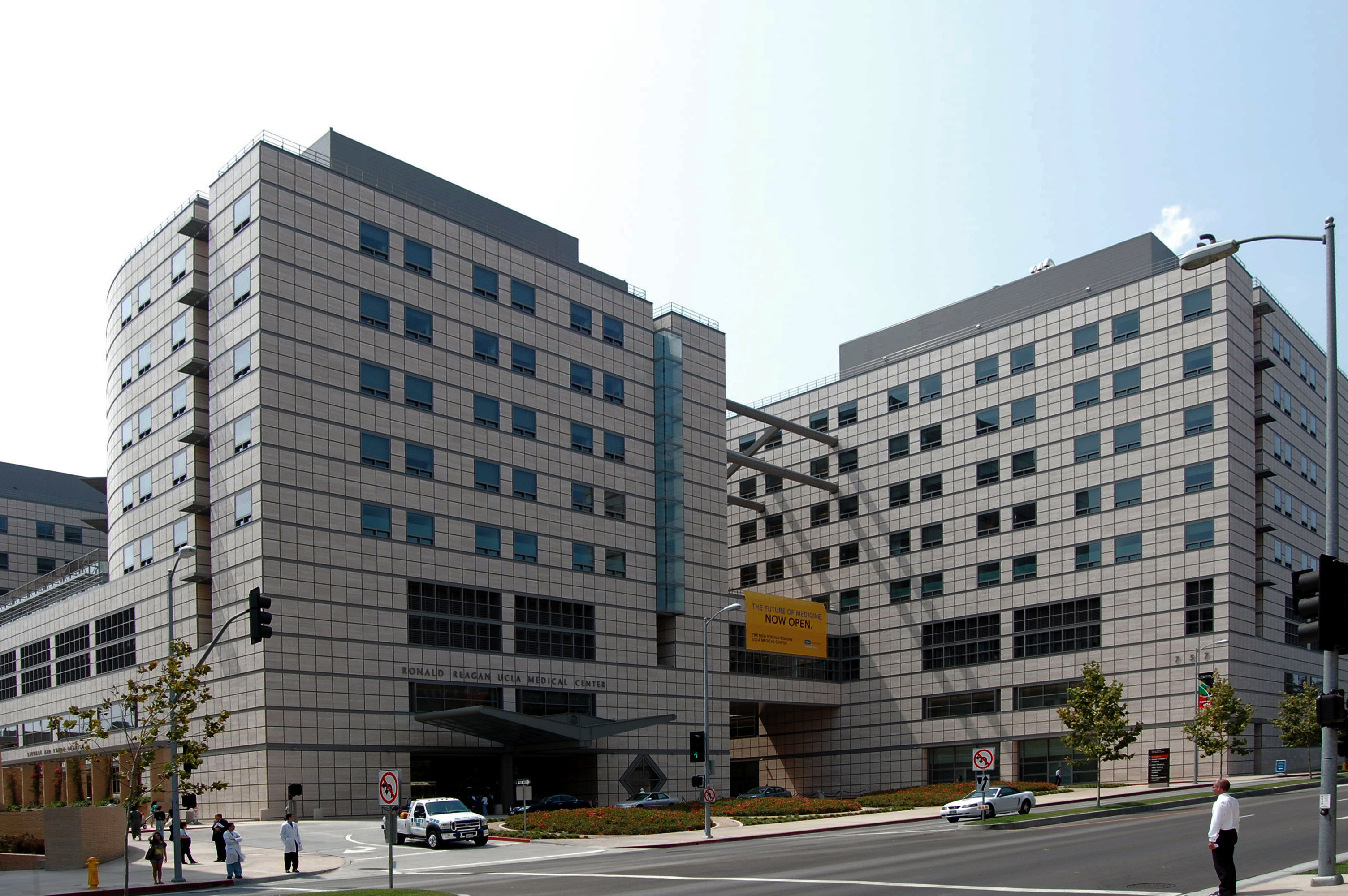
Ronald Reagan UCLA Medical Center en Westwood (Los Ángeles).

- - Arrowhead Regional Medical Center
  - Cedars-Sinai Medical Center
  - Children's Hospital Los Angeles
  - College Medical Center
  - Community Regional Medical Center
  - Harbor–UCLA Medical Center
  - Jacobs Medical Center
  - Kaweah Delta Medical Center
  - Keck Hospital of USC
  - Kern Medical Center
  - Loma Linda University Medical Center
  - LAC+USC Medical Center
  - Natividad Medical Center
  - PIH Health Hospital - Downey
  - Riverside County Regional Medical Center
  - Ronald Reagan UCLA Medical Center
  - San Francisco General Hospital
  - San Francisco VA Medical Center
  - Santa Clara Valley Medical Center
  - Stanford Health Care
  - UC Davis Medical Center
  - UC San Diego Medical Center, Hillcrest
  - University of California, Los Angeles Medical Center
  - UCSD Medical Center
  - UCSD Moores Cancer Center
  - UCSF Medical Center
  - University of California, Irvine Medical Center
  - University of California, San Francisco Fetal Treatment Center
  - VA Palo Alto Hospital

- Connecticut
  - Bridgeport Hospital
  - Greenwich Hospital
  - Norwalk Hospital
  - Yale–New Haven Hospital
  - University of Connecticut Health Center

- Illionis
  - Advocate Lutheran General Hospital
  - Lurie Children's Hospital
  - Northwestern Memorial Hospital
  - University of Chicago Medical Center

- Indiana
  - Community Hospital East
  - Community Hospital North
  - Indiana University Health Methodist Hospital
  - Indiana University Health University Hospital
  - IU Health North Medical Center
  - Union Hospital

- Louisiana
  - Charity Hospital (Nueva Orleans)
  - Medical Center of Louisiana at New Orleans
  - Ochsner Medical Center
  - Our Lady of the Lake Regional Medical Center
  - Tulane Medical Center
  - Hospital Universitario de Nueva Orleans
  - Centro Médico de la Universidad de Nueva Orleans

- Massachusetts

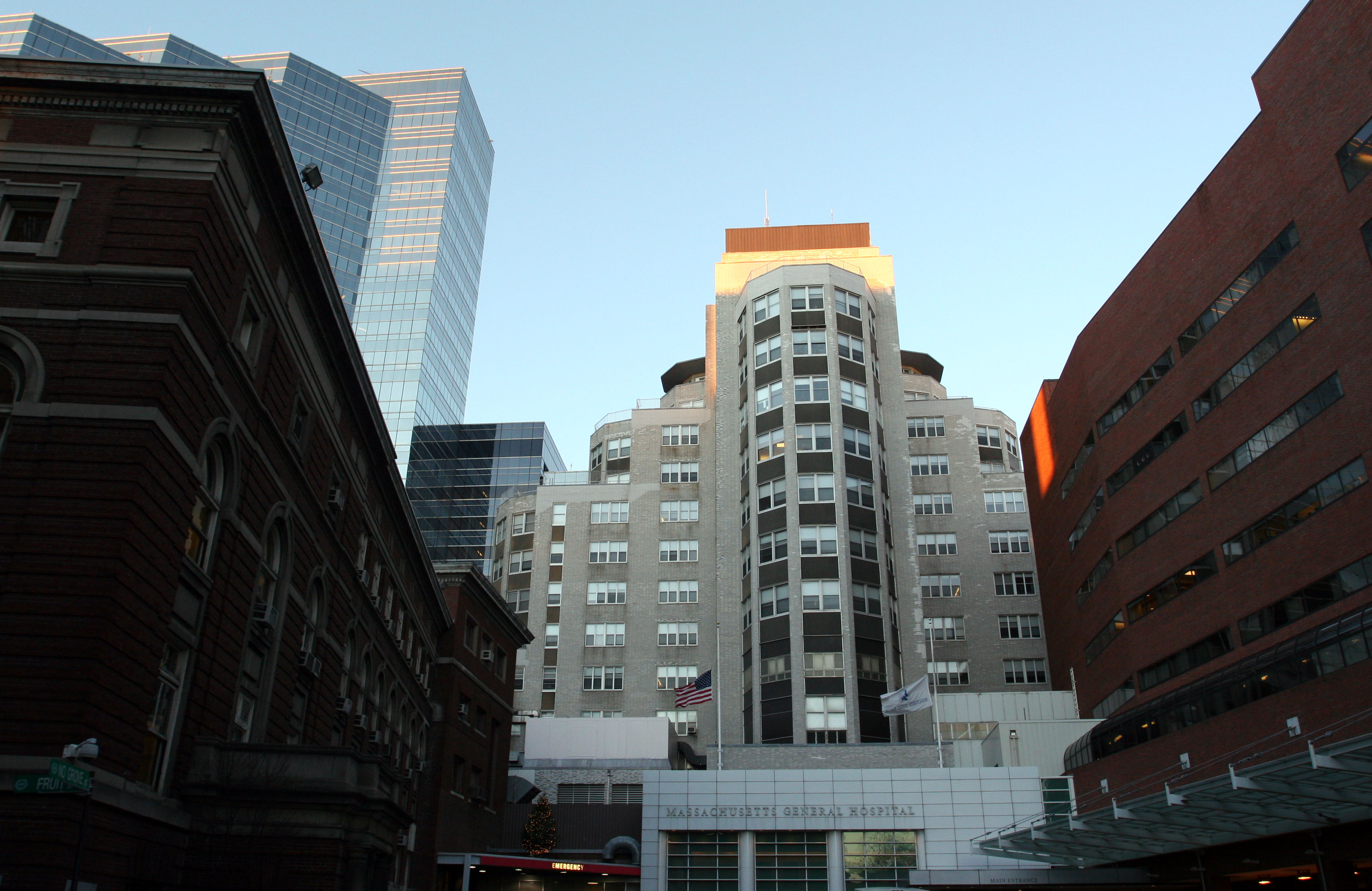
Hospital General de Massachusetts.

- - Beth Israel Deaconess Medical Center
  - Boston Children's Hospital
  - Boston Medical Center
  - Brigham and Women's Hospital
  - Cambridge Hospital
  - Carney Hospital
  - Dana–Farber Cancer Institute
  - Floating Hospital for Children
  - Hospital General de Massachusetts
  - New England Baptist Hospital
  - St. Elizabeth's Medical Center (Boston)
  - Tufts Medical Center

- Michigan

- - Butterworth Hospital (Michigan)
  - C.S. Mott Children's Hospital
  - Children's Hospital of Michigan
  - Detroit Medical Center
  - Detroit Receiving Hospital
  - DMC Surgery Hospital
  - Hospital Universitario de Harper
  - Hutzel Women's Hospital

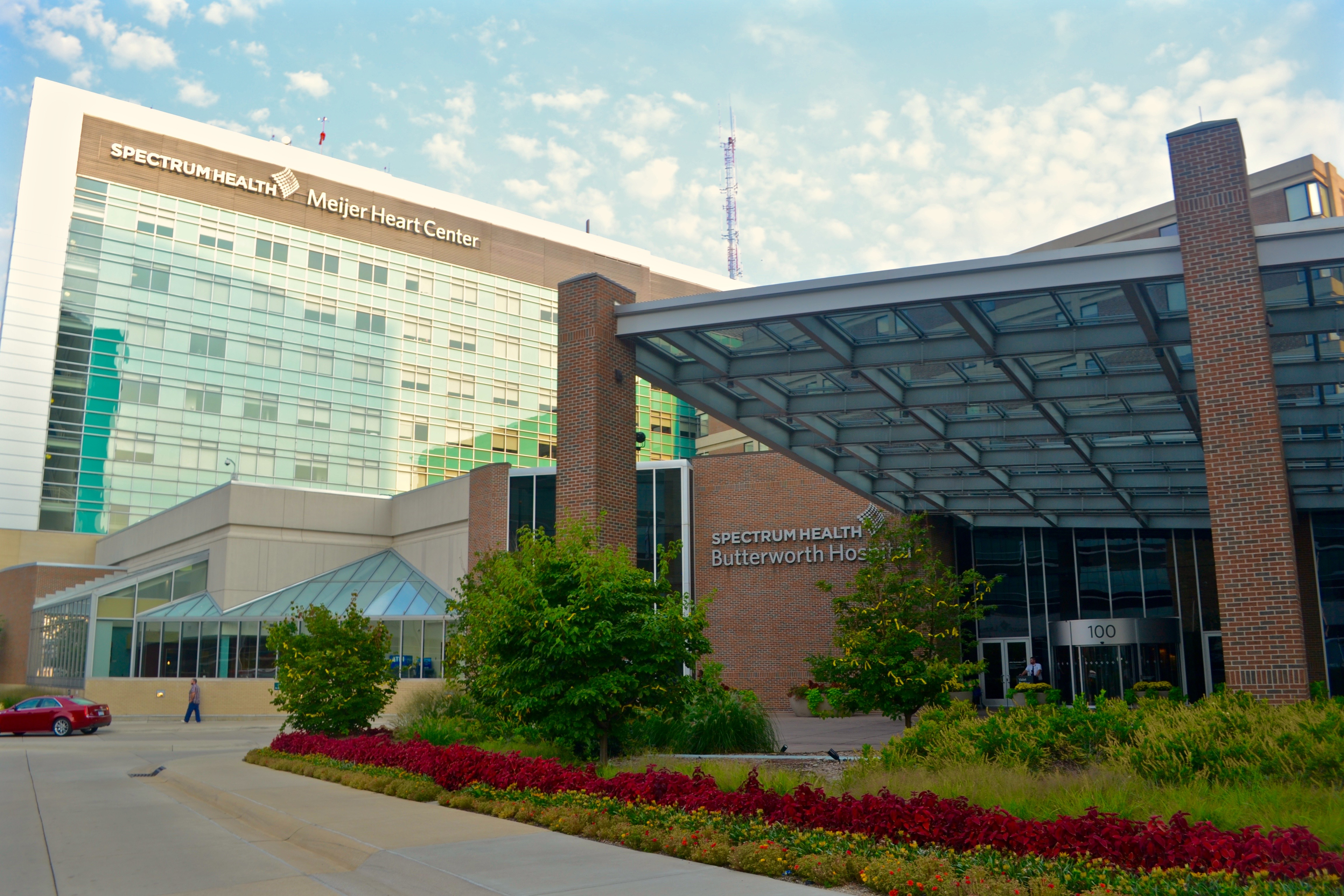
Butterworth Hospital en Míchigan.

  - Rehabilitation Institute of Michigan
  - Michigan Medicine

- Missouri

- - Barnes-Jewish Hospital

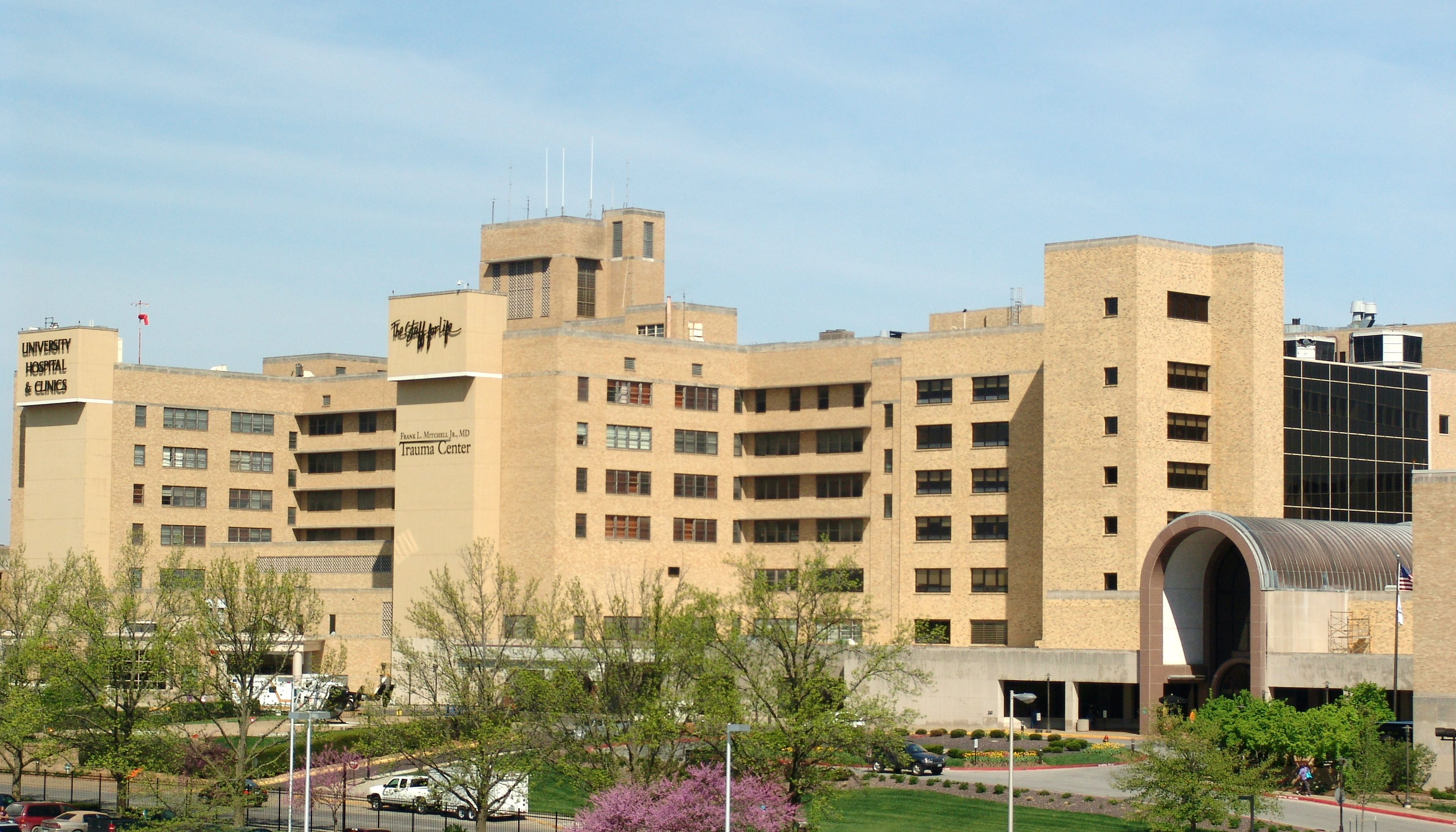
Hospital de la Universidad de Misuri.

  - Barnes–Jewish West County Hospital
  - Hospital de la Universidad de Misuri
  - Noyes Hospital
  - University of Missouri Children's Hospital
  - University of Missouri Women's and Children's Hospital

- Nueva Jersey
  - Cooper University Hospital
  - Robert Wood Johnson University Hospital
  - University Hospital (Newark, Nueva Jersey)
  - University Medical Center of Princeton at Plainsboro

- Nueva York (Provincia)
  - Long Beach Medical Center
  - Long Island Jewish Medical Center
  - Mary Imogene Bassett Hospital
  - Nassau University Medical Center
  - North Shore University Hospital
  - Plainview Hospital
  - Stony Brook University Hospital
  - Upstate University Hospital
  - Westchester Medical Center
  - Women & Children's Hospital of Buffalo
  - Ciudad de Nueva York

- -     - Bellevue Hospital

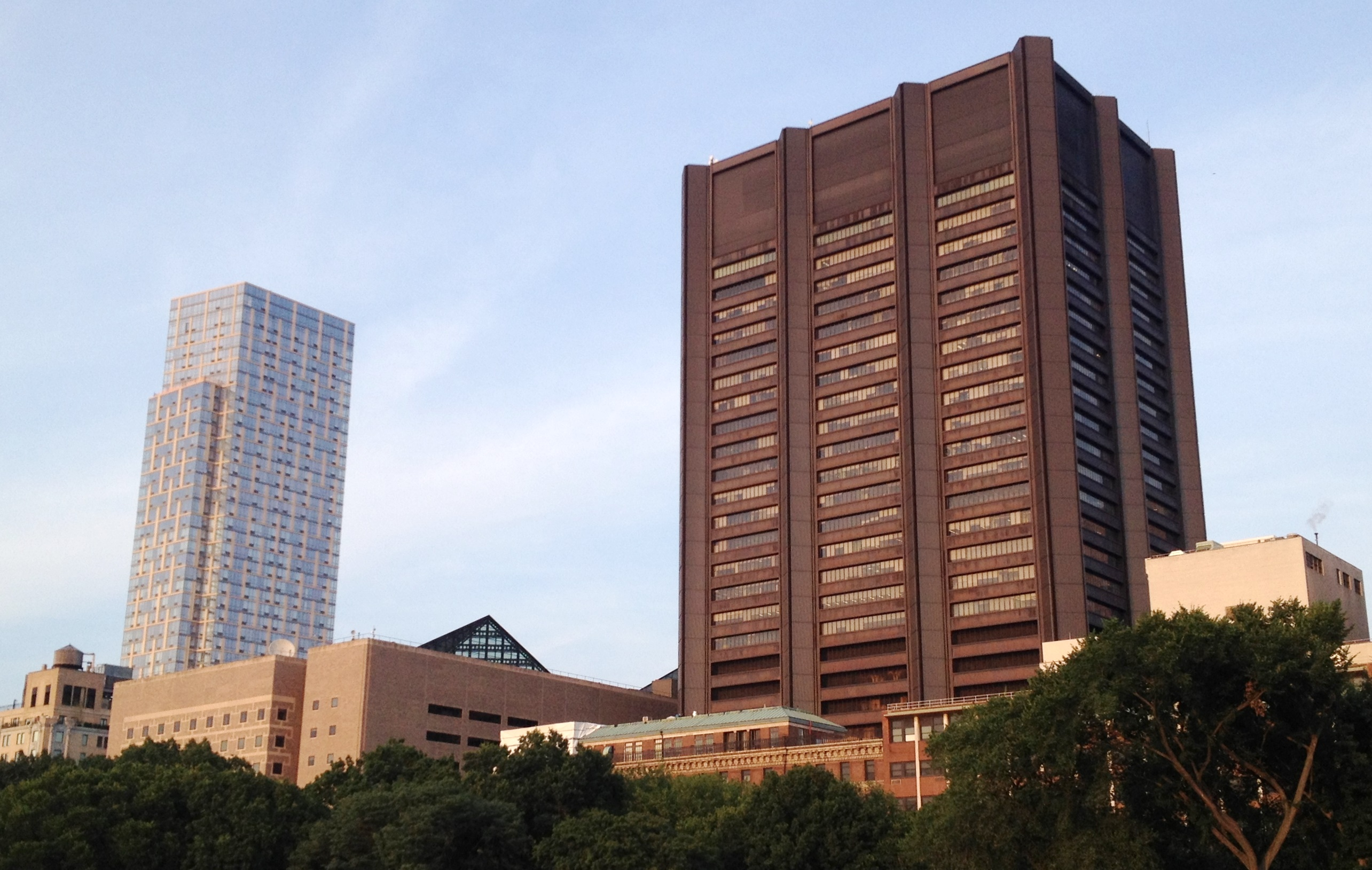
Hospital Monte Shinaí en Manhattan.

    - Columbia University Medical Center
    - Coney Island Hospital
    - Gouverneur Health
    - Harlem Hospital Center
    - Hospital Monte Sinaí
    - Jacobi Medical Center
    - Lenox Hill Hospital
    - Lower Manhattan Hospital
    - Maimonides Medical Center
    - Manhattan Eye, Ear and Throat Hospital
    - Mount Sinai Beth Israel
    - New York Eye and Ear Infirmary
    - NewYork–Presbyterian Hospital
    - NewYork–Presbyterian/Queens
    - North General Hospital
    - NYU Langone Medical Center
    - Saint Vincent's Catholic Medical Center
    - Staten Island University Hospital
    - SUNY Downstate Medical Center
    - University Hospital of Brooklyn at Long Island College Hospital

- Ohio
  - Kettering Medical Center
  - University Hospitals of Cleveland

- Pensilvania
  - Children's Hospital of Philadelphia
  - Children's Hospital of Pittsburgh of UPMC
  - Pennsylvania Hospital
  - Reading Hospital
  - UPMC Mercy
  - Woman's Hospital of Philadelphia

- Texas
  - Baylor University Medical Center at Dallas
  - Children's Medical Center Dallas
  - Children's Medical Center Plano
  - University Health System
  - University Medical Center (Lubbock, Texas)
  - University of Texas MD Anderson Cancer Center

- Restantes

- - Albert B. Chandler Hospital
  - Aria-Jefferson Health
  - Arkansas Children's Hospital
  - UAMS Medical Center
  - Bayfront Health St. Petersburg
  - Bayley Seton Hospital
  - Bethesda North Hospital
  - Blockley Almshouse
  - Boulder City Hospital
  - Brigham and Women's Faulkner Hospital
  - Brooke Army Medical Center
  - Danbury Hospital

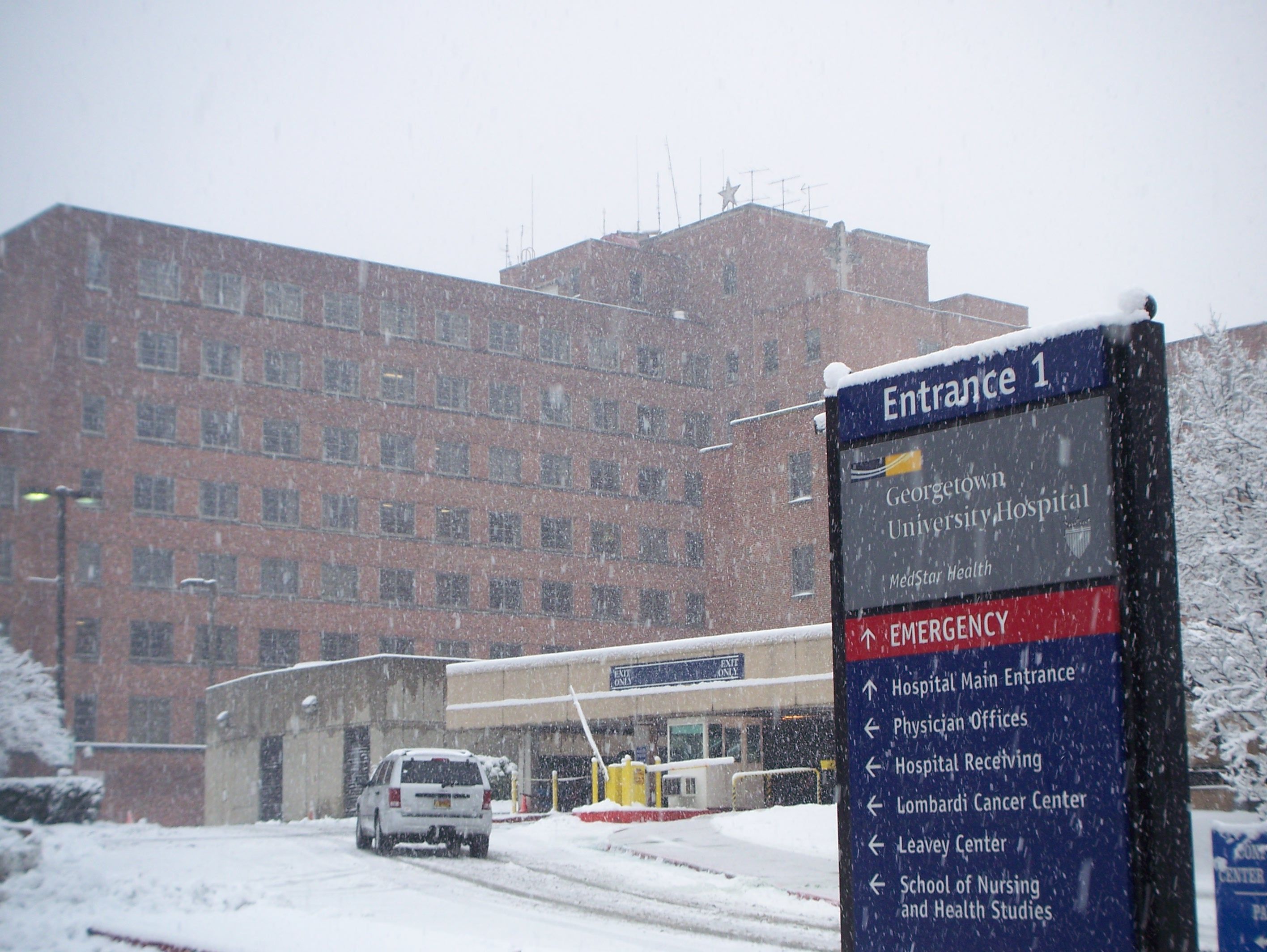
MedStar Georgetown University Hospital en Washington D. C..

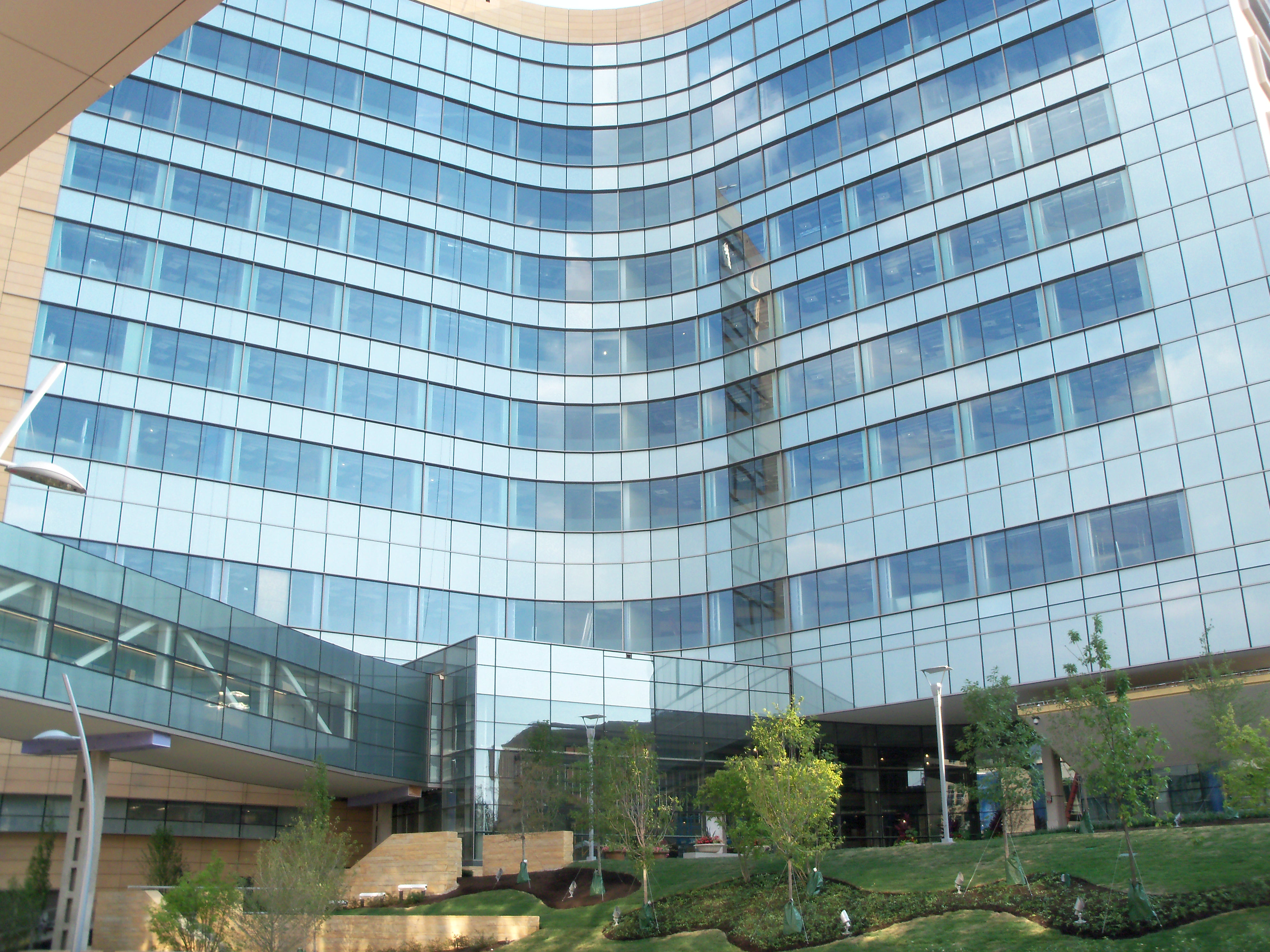
Miami Valley Hospital.

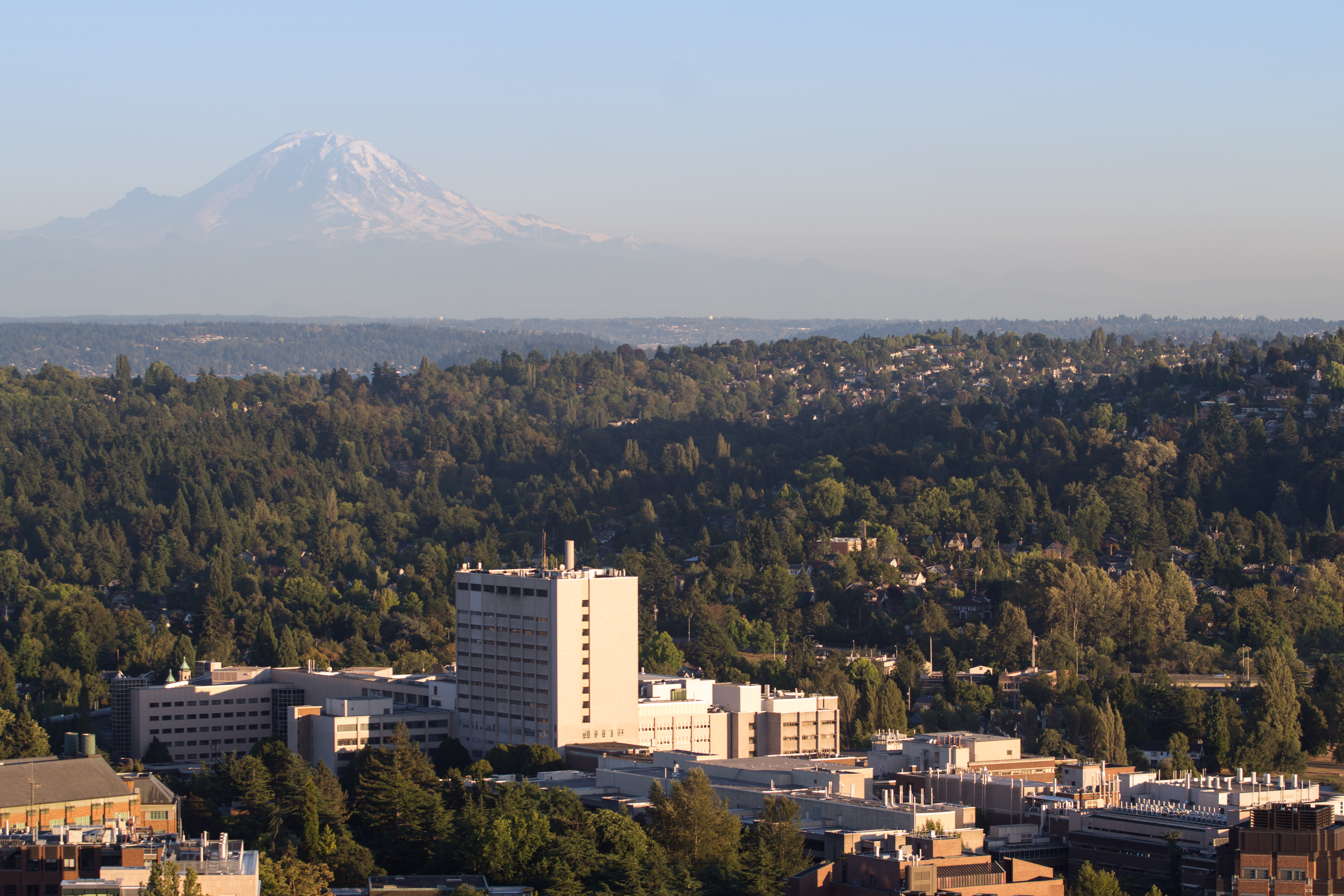
University of Washington Medical Center en Seattle.

  - Dartmouth–Hitchcock Medical Center
  - David Grant USAF Medical Center
  - Day Kimball Hospital
  - Dayton Children's Hospital
  - Doernbecher Children's Hospital
  - Duke Children's Hospital and Health Center
  - Duke Raleigh Hospital
  - Duke Regional Hospital
  - Duke University Hospital
  - Eastern State Hospital (Kentucky)
  - Ellis Fischel Cancer Center
  - Emory's Hope Clinic
  - Erlanger Health System
  - Fletcher Allen Hospital
  - Froedtert Hospital
  - Good Samaritan Hospital (Dayton)
  - Grandview Medical Center
  - Greenville Memorial Hospital
  - Gundersen Lutheran Medical Center
  - Hackensack University Medical Center
  - Harborview Medical Center
  - Harry S. Truman Memorial Veterans' Hospital
  - Hartford Hospital
  - Hoboken University Medical Center
  - Hospital for Special Surgery
  - Hospital Johns Hopkins
  - Hospital of Saint Raphael
  - Hospital of the University of Pennsylvania
  - Hospital y clínicas de la Universidad de Wisconsin
  - Huntsman Cancer Institute
  - Jackson Memorial Hospital
  - Jefferson Health
  - Jefferson Hospital for Neuroscience
  - Jersey City Medical Center
  - John Sealy Hospital
  - Johns Hopkins Bayview Medical Center
  - Martin Luther King Jr. Outpatient Center
  - Lahey Hospital & Medical Center
  - Langley Porter Psychiatric Institute
  - Largo Medical Center
  - Le Bonheur Children's Hospital
  - Loyola University Hospital
  - Madigan Army Medical Center
  - Maine Medical Center
  - Martin Luther King Jr. Community Hospital
  - MedStar Georgetown University Hospital
  - MedStar Harbor Hospital
  - MedStar Union Memorial Hospital
  - MedStar Washington Hospital Center
  - Memorial Hospital of Rhode Island
  - Memorial Hospital of South Bend
  - MetroWest Medical Center
  - Miami Valley Hospital
  - Miami Valley Hospital South
  - Miriam Hospital
  - Moses H. Cone Memorial Hospital
  - Mount Auburn Hospital
  - MUSC Medical Center
  - North General Hospital
  - Palmetto Health Baptist Columbia
  - Palmetto Health Richland
  - Parker Memorial Hospital
  - Parkland Memorial Hospital
  - PeaceHealth Southwest Medical Center
  - Penn Presbyterian Medical Center
  - Penn State Milton S. Hershey Medical Center
  - Primary Children's Hospital
  - Providence Hospital (Washington D. C.)
  - Providence St. Peter Hospital
  - Rainbow Babies & Children's Hospital
  - Rebecca Sealy Hospital
  - Regions Hospital
  - Renown Regional Medical Center
  - Rhode Island Hospital
  - Riley Hospital for Children at Indiana University Health
  - Roger Williams Medical Center
  - Rush University Medical Center
  - St. Agnes Hospital (Baltimore)
  - St. Louis Children's Hospital
  - Saint Peter's University Hospital
  - Saint Vincent's Catholic Medical Center
  - St. Vincent's Medical Center (Bridgeport)
  - Sentara Norfolk General Hospital
  - UF Health Shands Hospital
  - Sinai-Grace Hospital
  - Skagit Valley Hospital
  - Stamford Hospital
  - Sunrise Hospital & Medical Center
  - Swedish American Hospital
  - Tampa General Hospital
  - Temple University Hospital
  - UAB Hospital
  - UF Health Jacksonville
  - UNC Health Care
  - University Hospital (Augusta, Georgia)
  - University Medical Center of Southern Nevada
  - University Neuropsychiatric Institute
  - University of Colorado Hospital
  - University of Connecticut Health Center
  - University of Florida Cancer Hospital
  - University of Iowa Hospitals and Clinics
  - University of Kansas Hospital
  - University of Maryland Medical Center
  - University of Minnesota Medical Center
  - University of Mississippi Medical Center
  - University of New Mexico Hospital
  - University of Tennessee Medical Center
  - University of Utah Hospital
  - University of Washington Medical Center
  - University of Wisconsin Hospital and Clinics
  - Valley Hospital Medical Center
  - Vidant Medical Center
  - Virginia Mason Hospital
  - Wake Forest Baptist Medical Center
  - Wesley Medical Center

### Finlandia
- Hospital Central de la Universidad de Helsinki
- Hospital Universitario de Oulu
- Hospital Universitario de Turku

### Francia
- Hospital de Avicenne
- Hospital Civil de Estrasburgo
- Hospital de la Pitié-Salpêtrière
- Hospital Jean Minjoz
- Hôtel-Dieu de París
- Hospital Universitario de Grenoble
- Hospital Universitario de Lyon
- Hospital Universitario de Rennes

### Grecia
- Hospital de AHEPA

### Honduras
- Hospital Escuela Universitario

### Hong Kong
- Hospital del Príncipe de Gales
- Hospital Dental del Príncipe Felipe
- Hospital Queen Mary

### India
- Apollo Gleneagles Hospitals, Kolkata
- Basaveshwara Teaching and General Hospital, Gulbarga
- Bhagat Phool Singh Medical College
- Bowring & Lady Curzon Hospitals
- Burdwan Medical College
- Christian Medical College & Hospital
- College of Medicine & JNM Hospital
- Dr. H. Gordon Roberts Hospital, Shillong
- Government Rajaji Hospital in Madurai
- Guru Teg Bahadur Hospital
- Jorhat Medical College and Hospital
- Jubilee Mission Medical College and Research Institute
- Kalpana Chawla Government Medical College
- Kalpana Chawla University of Health Sciences
- Kamla Nehru Hospital
- KPC Medical College and Hospital
- Maharishi Markandeshwar Institute of Medical Sciences and Research
- Maharishi Markandeshwar University, Mullana
- Mahatma Gandhi Memorial Hospital
- Minto Eye Hospital
- PSG Institute of Medical Sciences & Research
- Pandit Bhagwat Dayal Sharma Post Graduate Institute of Medical Sciences
- SDS Tuberculosis Sanatorium
- Shaheed Hasan Khan Mewati Government Medical College
- Shree Guru Gobind Singh Tricentenary University
- Silchar Medical College and Hospital
- Sir Sunderlal Hospital
- Sri Ramachandra Medical Centre
- Tezpur Medical College
- Tripura Medical College & Dr. B.R. Ambedkar Memorial Teaching Hospital
- Vanivilas Women and Children Hospital
- Victoria Hospital (Bangalore Medical College)

### Irak
- Hospital Escuela Al-Yarmouk
- Ciudad Médica de Bagdad

### Irlanda
- Adelaide Hospital (Dublín)
- Beacon Hospital
- Beaumont Hospital, Dublín
- Blackrock Clinic

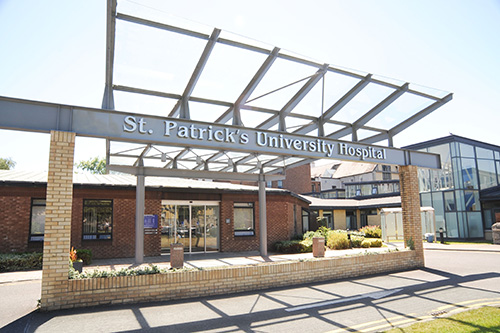
St. Patrick's University Hospital en Dublín.

- Coombe Women & Infants University Hospital
- Letterkenny University Hospital
- Mater Misericordiae University Hospital
- National Children's Hospital
- Our Lady's Children's Hospital, Crumlin
- Phoenix Children's Hospital Ireland
- Rotunda Hospital
- Royal Victoria Eye and Ear Hospital
- St. James's Hospital
- St. Patrick's Hospital
- St. Vincent's University Hospital
- University Hospital Galway

### Islandia
- Landspítali

### Israel
- Centro Médico de Hadassah
- Centro Médico de Yitzhak Shamir

### Kenia
- Hospital de la Universidad de Aga Khan, Nairobi

### Líbano
- Centre Hospitalier Universitaire Notre Dame des Secours
- Centro Médico Hospitalario Universitario de San Jorge

### Libia
- Hospital Central de Trípoli

### Lituania
- Hospital de la Cruz Roja de Kaunas
- Clínicas de Kaunas
- Hospital Universitario de Vilnius Santaros Klinikos

### México
- Clínica Periférica Oriente Dr. Salomón Evelson Guterman
- Hospital Central Sur de Alta Especialidad PEMEX
- Hospital Central Universitario de Chihuahua
- Hospital Civil de Guadalajara
- Hospital General Dr. Dario Fernández Fierro
- Hospital de Jesús Nazareno (México)
- Hospital Juárez de México
- Hospital Materno Infantil Inguarán
- Hospital Materno Infantil Tláhuac
- Hospital Nacional De Homeopatía
- Hospital Regional Primero de Octubre
- Hospital Trinidad
- Hospital Universitario Dr. Joaquin del Valle Sánchez (UAdeC)
- Hospital Universitario José Eleuterio González
- Hospital Universitario Monterrey
- Hospital Universitario de Puebla BUAP
- Hospital Universitario de Saltillo
- Instituto Nacional de Ciencias Médicas y Nutrición
- Instituto Nacional de Medicina Genómica

### Suecia
- Hospital Académico de Uppsala
- Hospital Universitario de Escania

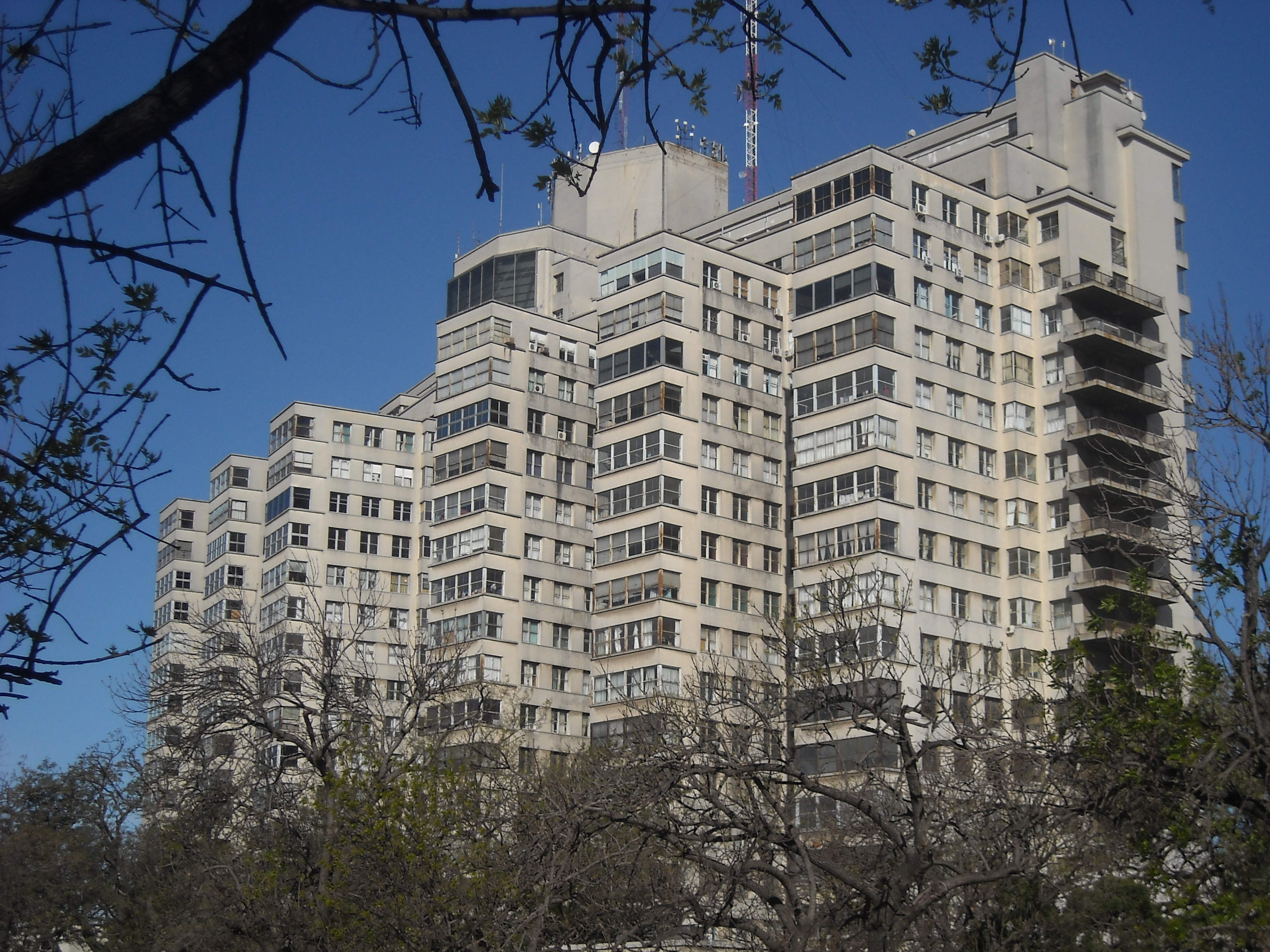
Hospital de Clínicas, Montevideo, Uruguay.

- Hospital Universitario Karolinska
- Hospital Universitario de Linköping
- Hospital Universitario de Norrland
- Hospital Universitario de Örebro
- Hospital Universitario de Sahlgrenska

### Uruguay
- Hospital de Clínicas "Dr. Manuel Quintela"

### Venezuela

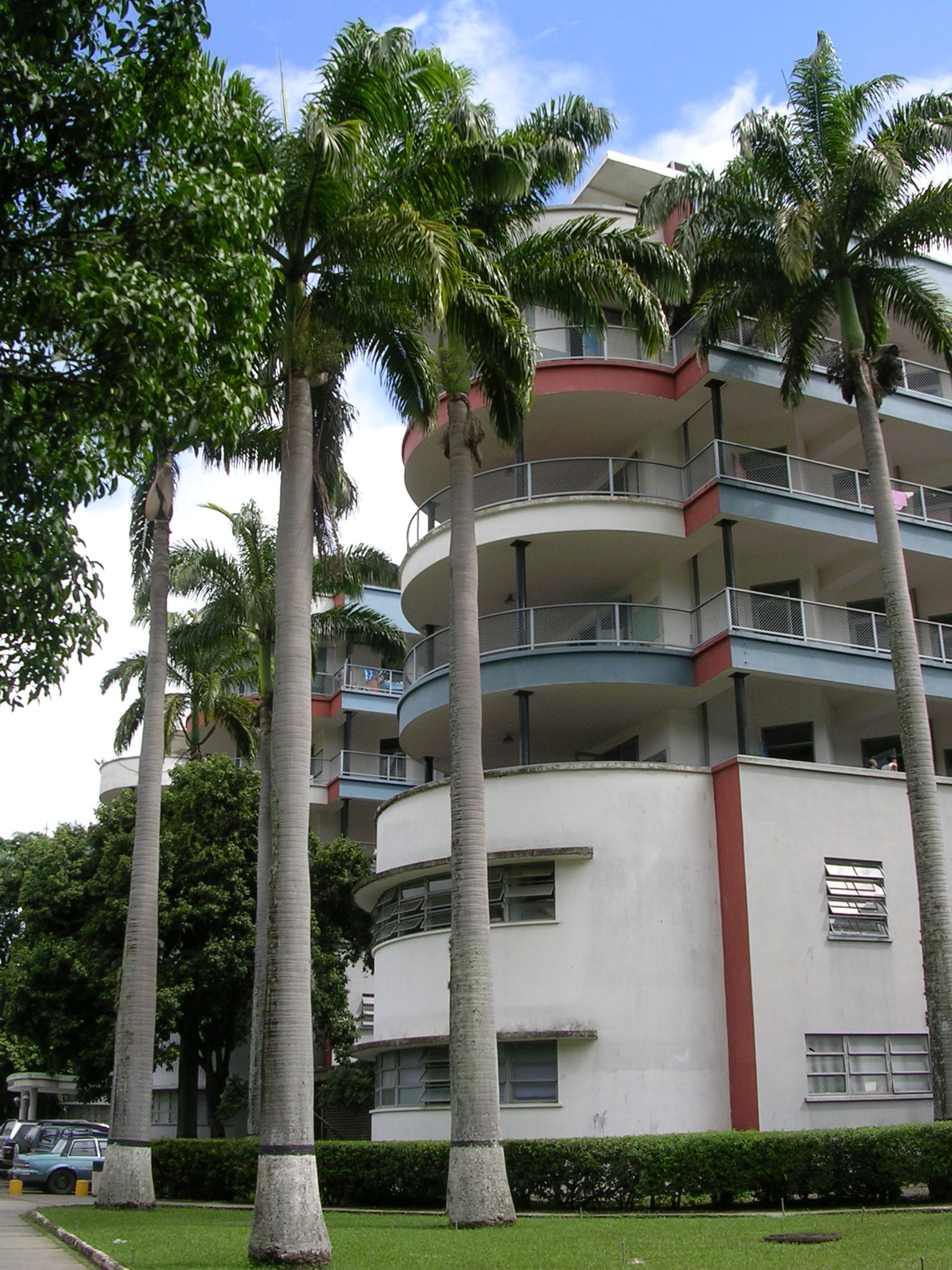
Hospital Universitario de Caracas, Venezuela

- Hospital Universitario de Caracas, VenezuelaHospital Universitario de Caracas.
- Hospital Central de Maracay.
- Hospital Universitario de Maracaibo.
- Hospital Universitario Dr, Luis Razetti.
- Hospital Dr. José María Vargas de Caracas.
- Hospital Central Universitario Dr. Antonio María Pineda.
- Hospital Universitario de Carabobo "Dr. Ángel Larralde", IVSS.
- Hospital Universitario "Dr. Pedro Emilio Carrillo".